# Tramway de Brest
Pour l'ancien réseau de tramway (1898-1944), voir Ancien tramway de Brest.
Pour l'ancien réseau de trolleybus (1947-1970), voir Trolleybus de Brest.
Le tramway de Brest est un réseau de tramway desservant Brest et son agglomération. Faisant partie du réseau Bibus exploité par RD Brest, il se compose d'une seule ligne (ligne A) depuis 2012 tandis qu'une seconde ligne (ligne B) verra le jour en 2026.
La mise en service de la ligne A en 2012, marque le retour de ce mode de transport dans la « cité du Ponant » après 68 ans d'absence. Cette première ligne a rencontré un rapide succès, avec près de neuf millions de voyages sur sa première année d'exploitation. Elle transporte 36 000 voyageurs en moyenne par jour ouvré, soit 12,1 millions à l'année.

## Histoire

### L'ancien réseau

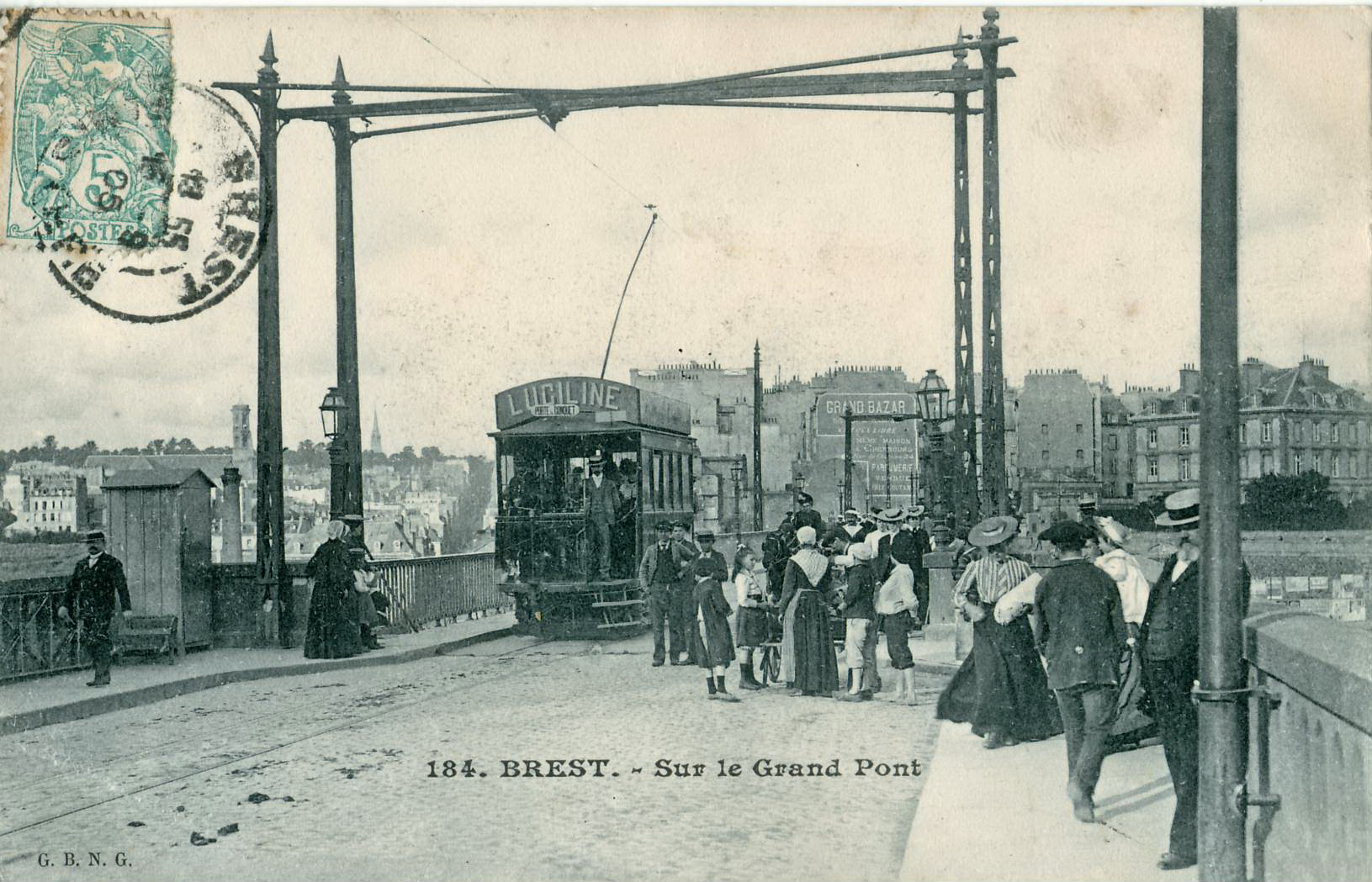
Ancien tramway de Brest (surnommé le péril jaune) sur le pont National, avant 1905.

Carte animée de l'évolution des infrastructures ferroviaires de l'agglomération de Brest, dont celle des anciens et actuels tramways, de 1890 à nos jours.

En 1898 furent ouvertes les deux premières lignes du premier tramway brestois. Il fut exploité jusqu'en 1944, au moment des bombardements de la ville. puis remplacé en 1947 par des trolleybus. À partir de 1963, les bus sont introduits afin de moderniser le parc et, en 1965, de nouveaux bus exploités à un agent (le conducteur) au lieu de deux (le conducteur et le receveur chargé de la vente des titres) font leur apparition et condamnent les trolleybus, qui seront définitivement arrêtés le 9 novembre 1970.

### Chronologie
- 1984 : premières réflexions sur le retour du tramway ;
- 1990 : référendum sur le tram, le non l'emporte à plus de 80 % ;
- 2001 : le projet refait surface ;
- 2003 : concertation préalable ;
- 2007 : définition du tracé ;
- mars à avril 2009 : enquête publique ;
- septembre 2009 : déclaration de projet préalable à la déclaration d'utilité publique ;
- début 2010 : début des travaux préparatoires ;
- août 2010 : soudure du 1er rail ;
- octobre 2011 : début des essais ;
- novembre 2011 : ajout de la 28e station ;
- 23 juin 2012 : inauguration de la ligne A ;
- avril 2023 : début des travaux préparatoires de la ligne B ;
- 2026 : mise en service de la ligne B.

### Un retour avorté

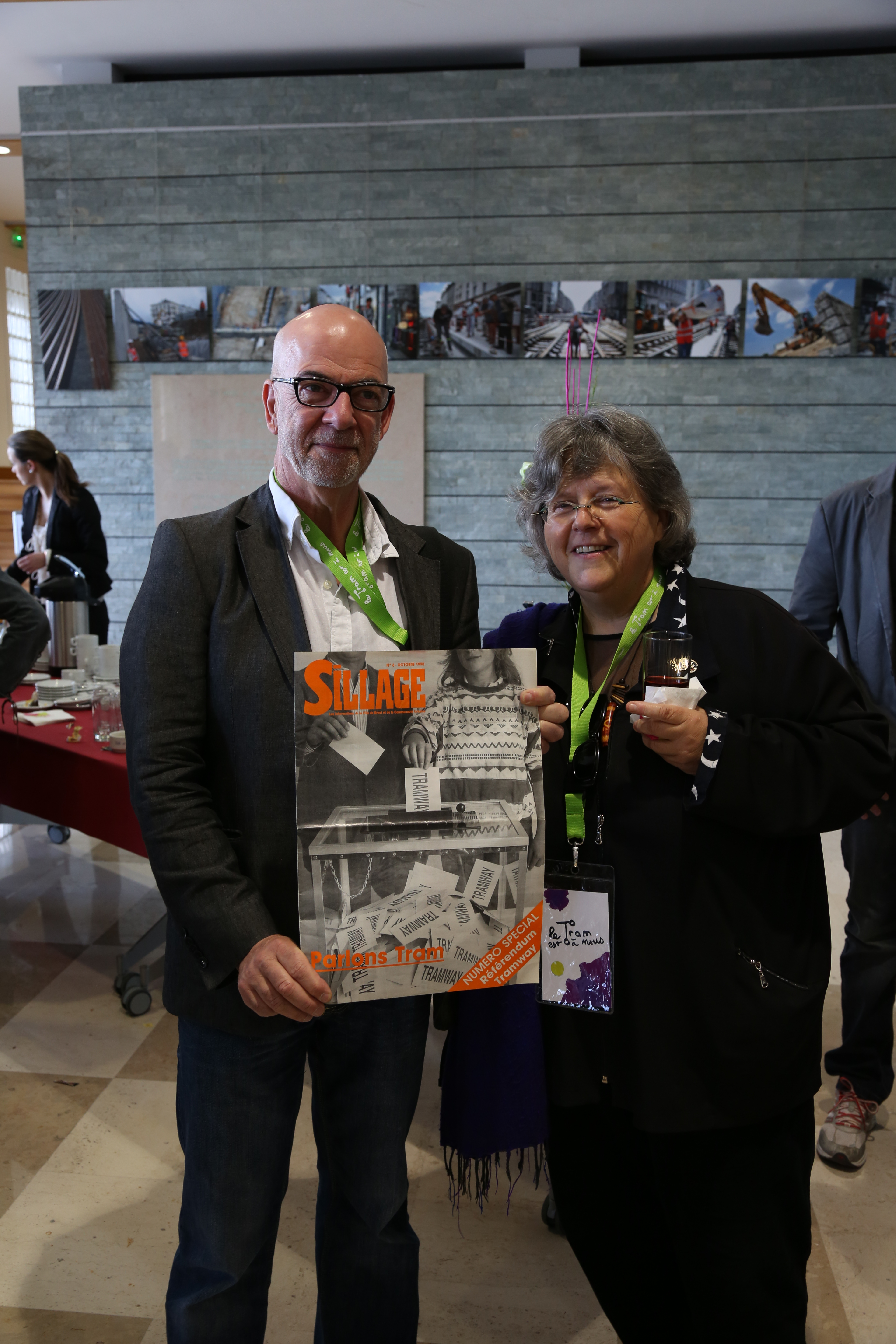
La couverture du no 6 d'octobre 1990 du magazine municipal Sillage, à propos du référendum.

En 1984, la communauté urbaine de Brest (CUB) alors présidée par Georges Lombard évoque le retour du tramway dans le cadre de l'élaboration de son plan de déplacements urbains, comme hypothèse de transport en commun en site propre. Une étude est financée par une subvention de l'État l'année suivante. Le 19 décembre 1988, le conseil communautaire de la CUB vote à l'unanimité la réalisation d'un réseau de deux lignes.
Nouvellement élu maire de Brest et devenant président de la CUB, Pierre Maille reprend en main le dossier et le 12 octobre 1989 la communauté urbaine décide de mener jusqu'à leur terme les études techniques et financières qui aboutissent à un projet de deux lignes d'une longueur totale de 13,5 km. Mais le référendum de 1990, au cours duquel la population vote à plus de 80 % contre le projet, l'enterre jusqu'à la décennie suivante,.

### Un second projet

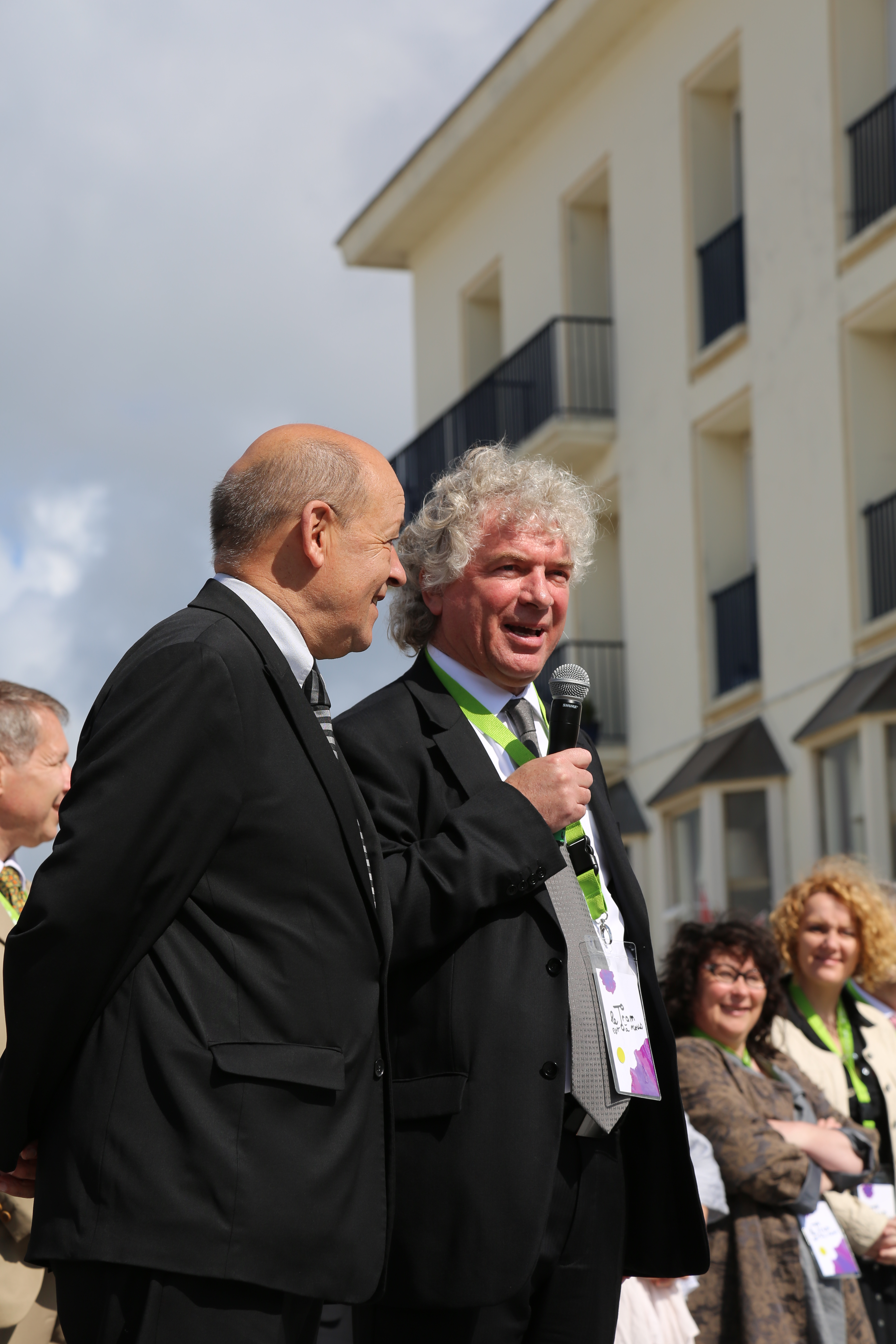
François Cuillandre (au micro), qui relança l'idée du tramway.

En 1998, la CUB relance un projet de transport en commun en site propre (TCSP), cette fois-ci il s'agit d'un ensemble de sites propres pour autobus de 8,5 km de long entre le centre-ville et l'Hôpital de la Cavale blanche, sur un axe Nord-Sud, estimé à 120 millions de francs et qui est construit entre 2002 et 2004,.
Aux élections municipales de 2001, François Cuillandre succède à Pierre Maille à la mairie de Brest et devient aussi le président de la communauté urbaine et lance conformément à son programme de campagne, les études concernant un tramway à Brest. L'évolution du contexte fait que les études du précédent projet n'ont pu être reprises, le nouveau projet est voulu en complémentarité du TCSP Nord-Sud, sur un axe commercial de 8 km de long plus 2 km de voies de services pour accéder au dépôt pour un investissement de 200 millions d'euros. L'opposition crie au scandale, arguant que ce nouveau projet viole le résultat du référendum des années 1980 et en demande un nouveau, ce que la majorité de gauche refuse.
Le projet est subventionné à 30 %, les premières consultations et études préalables sont lancées fin 2002 pour une mise en service alors prévue pour 2010, puis en 2003 la date prévisionnelle de début des travaux est fixée à 2009,.
En novembre 2003, alors que la concertation préalable touche à sa fin, le maire de Brest annonce que la ligne reliera le Technopôle Brest-Iroise à la zone d'activités de Kergaradec, en desservant la rue de Siam et la rue Jean-Jaurès, soit une ligne de 10 à 11 kilomètres de long. Il est annoncé que le versement transport, alors fixé à 1,05 % soit l'un des plus faibles de France sera réévalué progressivement afin de financer la ligne, il atteint le taux de 1,65 % en 2007,.
En 2006 une nouvelle étape est franchie avec la constitution de la SemTram, la Société d'économie mixte qui sera chargée de la maîtrise d'ouvrage de la ligne, d'une longueur alors annoncée de 12 km pour un montant de 250 millions d'euros. Elle compte notamment la CCI de Brest parmi ses actionnaires, alors qu'elle était initialement opposée à ce projet.
La SemTram est un groupement d'entreprises constitué des entreprises SEM du TCSP (SEM du transport en commun en site propre de la communauté urbaine de Brest) et Egis Rail. La SEM du TCSP est une société d'économie mixte locale au capital de 150 k€, créée en avril 2006 sur délibération du 16 décembre 2005, qui a pour but d'assurer la maîtrise d'ouvrage des travaux de la première ligne de tramway de Brest.
Elle réunit sept partenaires qui sont :
- Brest Métropole Océane (53 %) ;
- la Caisse des dépôts et consignations (15 %) ;
- le conseil général du Finistère (10 %) ;
- la CCI de Brest (7 %) ;
- le Crédit agricole du Finistère (5 %) ;
- la Caisse interfédérale de Crédit mutuel (5 %) ;
- la Caisse d’épargne de Bretagne (5 %).

En février 2007, le conseil communautaire de Brest Métropole Océane vote la réalisation de la branche Froutven en même temps que le reste de la ligne, portant sa longueur totale à près de 14,5 km, pour un montant estimé en juillet 2006 à 298 millions d'euros.
Achevée en mai 2007, la concertation présentant le projet à la population a permis de rajouter deux stations supplémentaires, une en centre-ville et une à Kergaradec, soit 27 stations au total. Les aménagements annexes sont aussi annoncés : quatre parc relais dont un de 350 places sous la place de Strasbourg, la piétonisation des rues de Siam et Jean-Jaurès et le franchissement du pont de Recouvrance en site banalisé avec la circulation automobile. La ligne accompagnera la rénovation du quartier de Pontanézen, la création de nouveaux équipements publics, comme la Brest Arena ou l'installations de grandes enseignes au Froutven comme IKEA.
En octobre 2007, c'est au tour de la maîtrise d'œuvre d'être désignée, le choix s'est porté sur le groupement Systra, Dubus-Richez et Atelier de l’île-Sogreah. Pour le dépôt, elle est assurée par Ferrand-Sigal-Archipole-Technip-AUA, l'ouvrage est estimé à 14 millions d'euros ; les appels d'offres ont lieu fin 2008.

### Construction de la ligne A

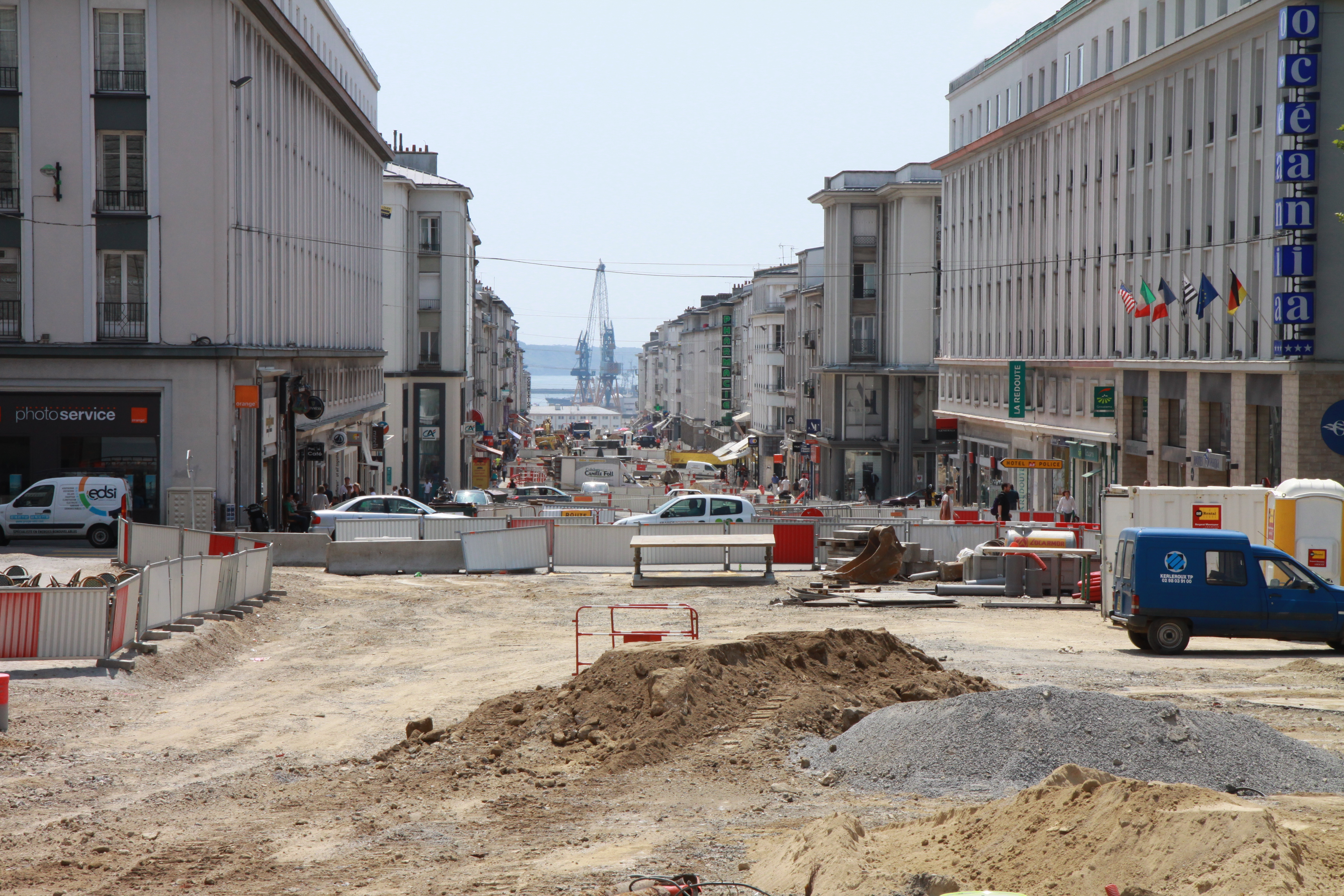
La rue de Siam en travaux en 2010.

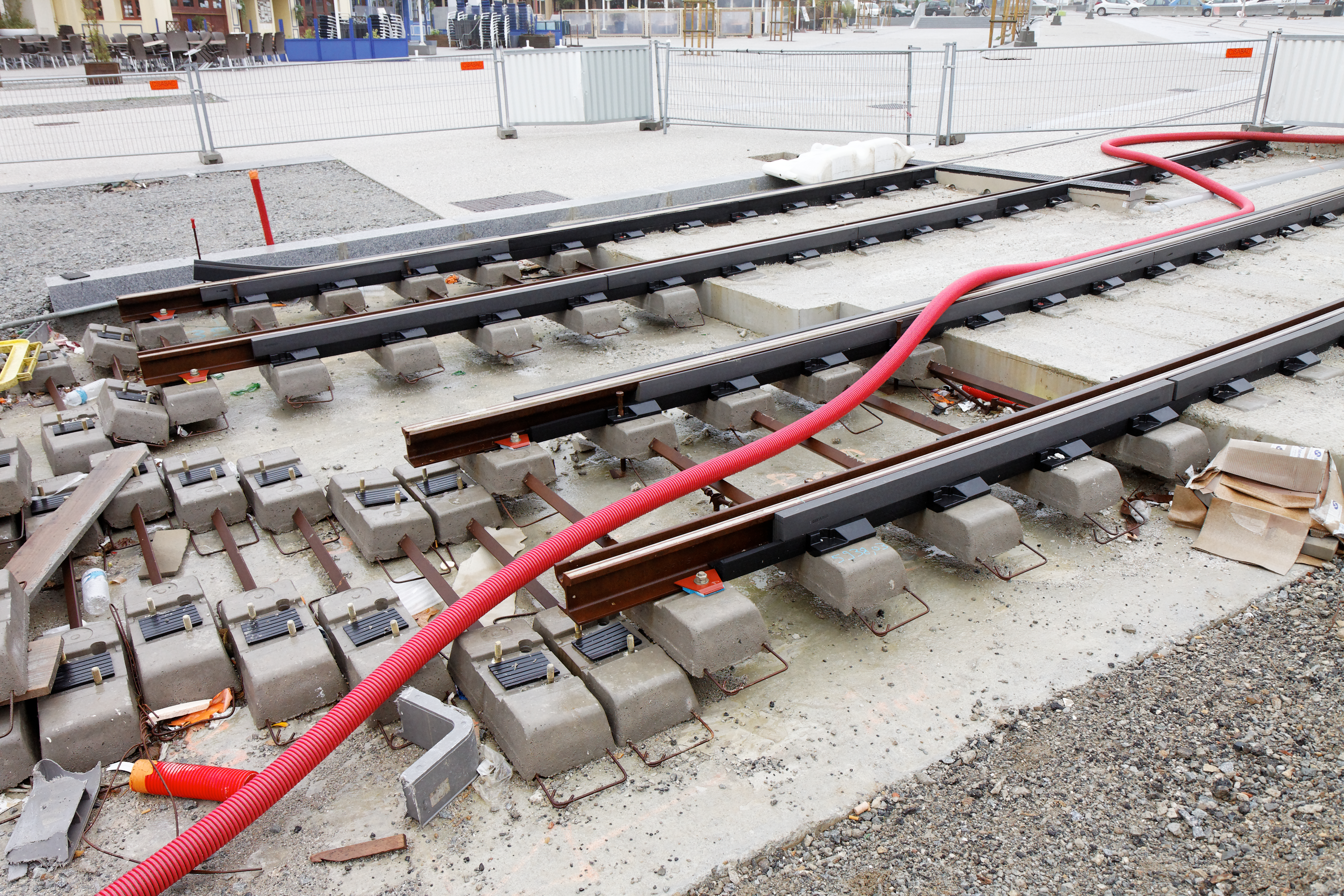
Pose de la voie rue de Siam en 2011.

Logo du projet.

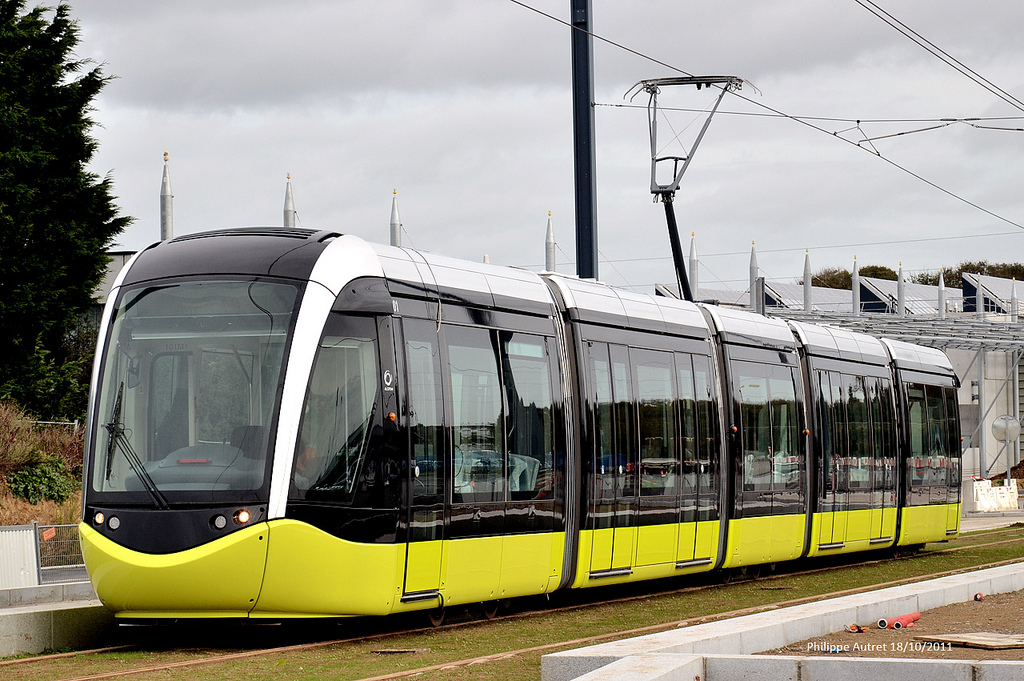
Une rame au début des essais, en octobre 2011.

À l'issue de l'enquête publique qui a lieu du 9 mars au 17 avril 2009,, les commissaires enquêteurs ont rendu un avis favorable le 30 juillet en émettant certaines réserves comme l'extension au sein du Technopôle Brest-Iroise jugé non prioritaire ou une amélioration du réseau de bus. Les travaux démarrent dès le 6 juillet avec les déviations de réseaux, la métropole prend en effet le risque de commencer avant même que la ligne soit déclarée d'utilité publique. La déclaration de projet préalable à la déclaration d'utilité publique est adoptée par le conseil communautaire de Brest Métropole Océane au cours de la séance du 10 septembre 2009. L'objectif est de voir la fréquentation du réseau Bibus augmenter de 40 % à l'horizon 2014.
Les travaux de construction de la plateforme débutent début 2010, suivi en juin par la pose de la première pierre du centre de maintenance,.
Le chantier est marqué par des opérations de déminage d'obus de la seconde Guerre mondiale, la ville ayant été bombardée durant près de quatre ans. Le site du centre de maintenance est particulièrement concerné, plusieurs mois de déminage entre août 2009 et mars 2010 ont été nécessaires pour retirer 16,5 tonnes d'explosifs et détruire 11 blockhaus avant de pouvoir entamer sa construction,,. La pose et la soudure du premier rail a lieu à la fin du mois d'août 2010. Si l'année 2010 a été consacrée à la construction de la plate-forme et à la pose des voies, l'année 2011 est consacrée à la pose des équipements et à l'alimentation électrique, de la signalisation et à l'aménagement des stations.
En février 2010 une polémique éclate sur le choix du fournisseur des dalles de granit qui décorent les espaces publics le long du tram, les professionnels bretons craignent en effet que Eurovia, l'entreprise en change du chantier se fournisse en Chine, plus compétitive en termes de prix. Début mai, la métropole annonce que les entreprises locales décrocheront une partie des contrats, en particulier le dallage de la place de Strasbourg, grâce à une clause sur le bilan carbone du transport des matériaux favorisant de fait la production locale.
Dans la nuit du 22 au 23 août 2011 a lieu une étape majeure du chantier avec la pose du nouveau tablier du pont de Recouvrance, l'ancien tablier datant de 1954 au tonnage limité (3,5 tonnes) a été remplacé pour un nouvel ouvrage permettant de supporter les 40 tonnes d'une rame de tramway, et doté d'encorbellements pour les piétons de part et d'autre,,. Totalement fermé le 27 juin afin de permettre son remplacement, l'ouvrage rouvre le 22 octobre, la circulation automobile et les bus ont été déviés par le pont de l'Harteloire,.
Les essais débutent le 18 octobre 2011 sur un court tronçon entièrement barriéré à proximité du dépôt, avant de s'étendre progressivement au reste de la ligne au cours des mois suivant, le dernier tronçon vers Gouesnou voit les essais débuter en mai 2012,. Les lourds travaux s'achèvent fin 2011 pour laisser place aux finitions et aux essais.
Fin novembre 2011, il est annoncé que le tram comptera 28 stations au total, avec la mise en service dès 2012 de la station Kerlaurent, dont le nom était initialement attribué à la station Eau Blanche, définie à l'origine comme une station « réserve » de la branche de Guipavas, mais dont la construction de 300 logements à proximité a motivé la métropole à la construire de suite.
La marche à blanc, ultime phase d'essais consistant à tester la ligne en conditions réelles d'exploitation, a lieu du 5 au 22 juin 2012.

### Inauguration et distinctions

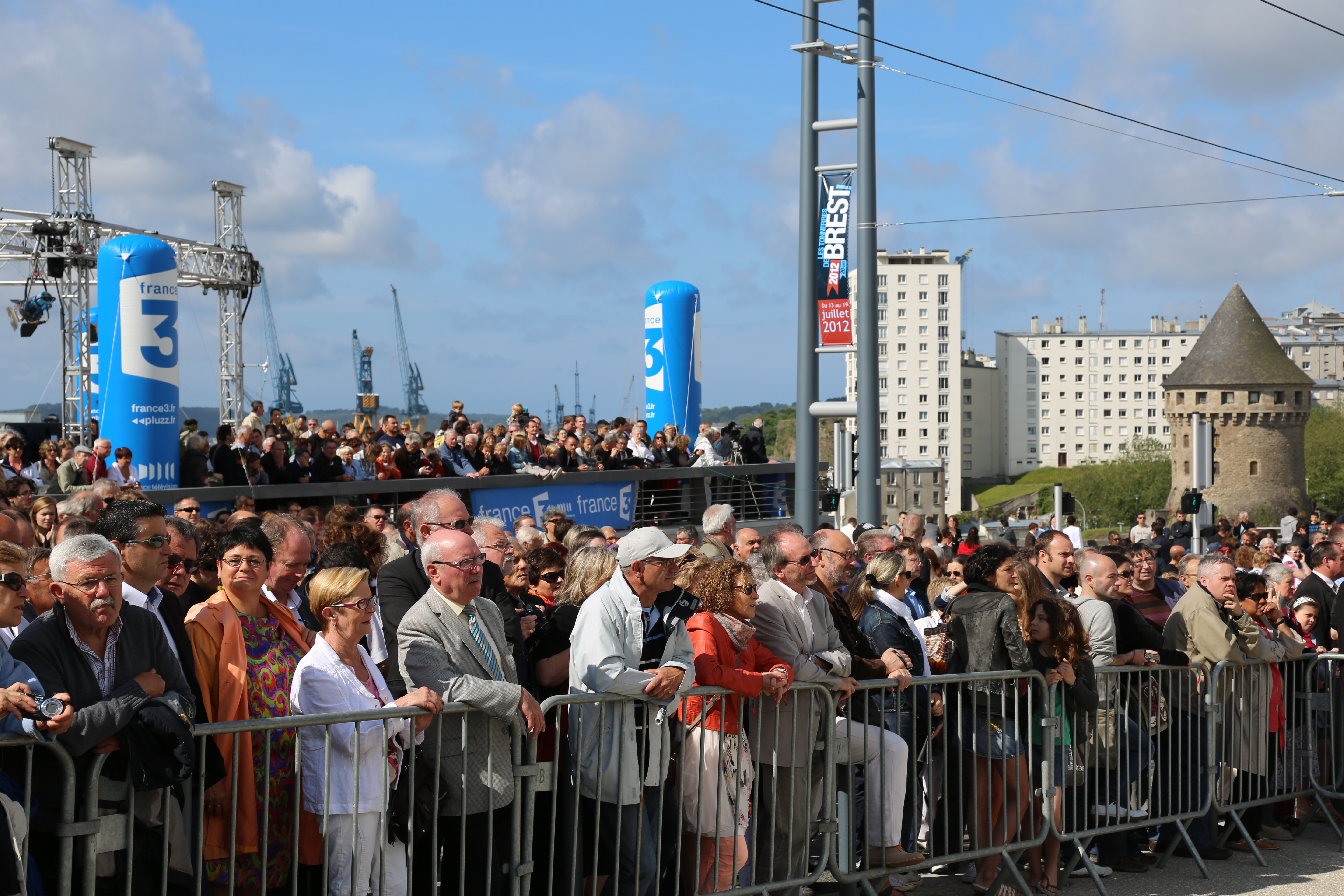
La foule le jour de l'inauguration.

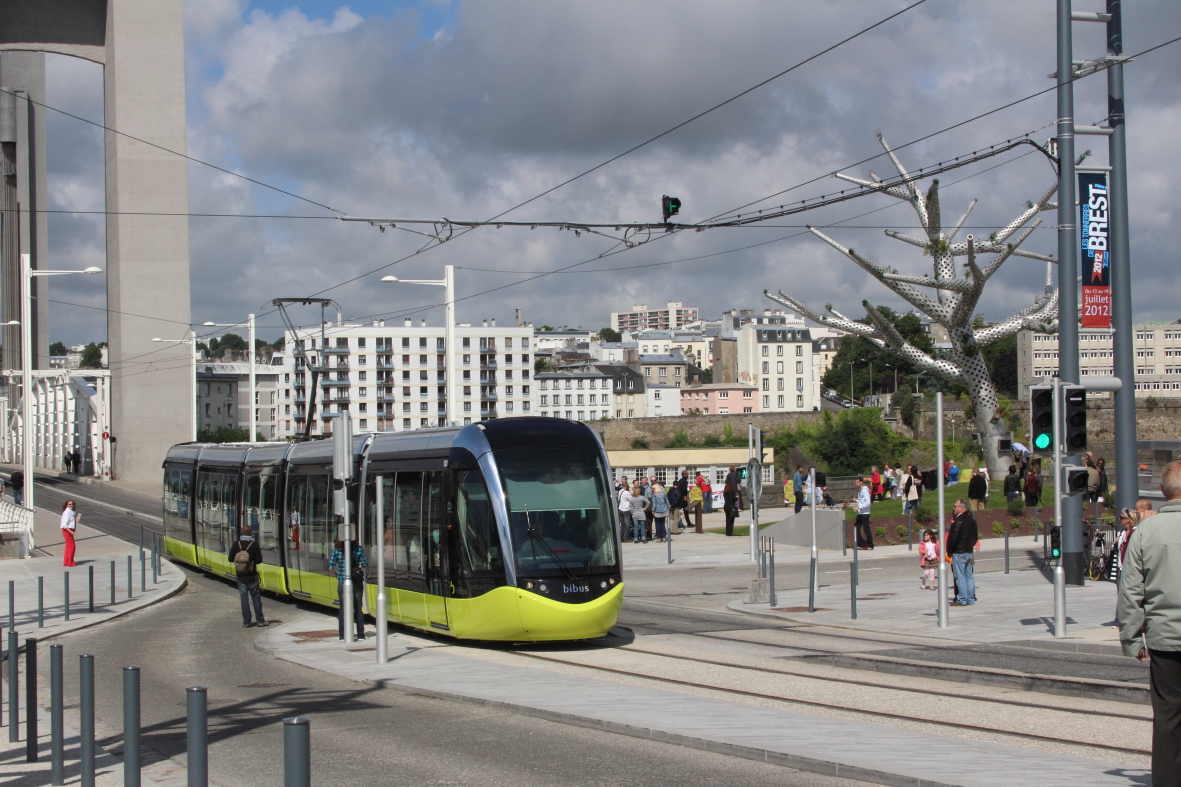
La rame inaugurale, venant de traverser le pont de Recouvrance, s'engage rue de Siam.

La ligne est inaugurée le 23 juin 2012 à 11 h au bas de la rue de Siam en face du pont de Recouvrance en présence du maire François Cuillandre et du président de la région Bretagne Jean-Yves Le Drian, marquant le début de deux jours de festivités avec notamment une parade géante et un flashmob dans la soirée du 23 juin,. Le réseau Bibus est gratuit durant le week-end inaugural ainsi que pour le premier jour d'exploitation.
Sa mise en service s'est accompagnée d'une refonte du réseau de bus qui n'a pas été sans critiques de la part des habitants de certains quartiers, notamment Saint-Marc, Saint-Pierre-Quilbignon et le Restic qui ont vu leur desserte réduite ou supprimée, soit par proximité avec la ligne de tramway soit lors d'ajustements par rapport à la fréquentation,.
Le 4 octobre 2012, l'association britannique des tramways et le magazine « Tramways & Urban Transit » ont désigné le tram brestois comme le deuxième « meilleur projet international de tramway de l’année » ex-æquo avec celui de Casablanca et derrière celui de Saragosse lors des Light Rail Awards,.
Le tramway brestois a aussi été sélectionné pour le Trophée français de l'e-democratie 2011, pour le vote en ligne du nom des stations de la ligne.

### Coût et financement du projet

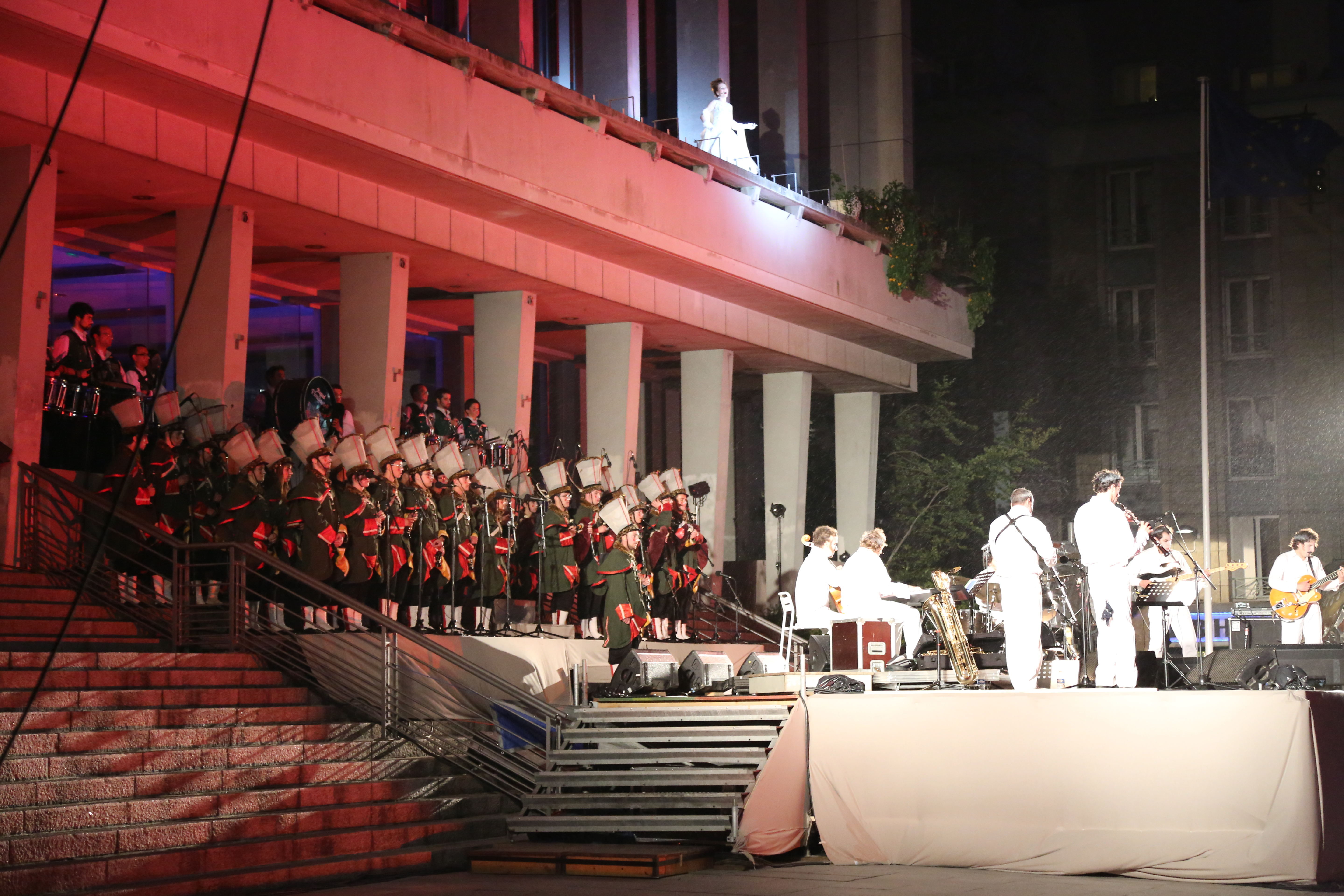
Le spectacle inaugural dans la soirée du 23 juin, place de la Liberté.

Le coût du projet est de 290 millions d'euros (en juillet 2006) répartis de la manière suivante :
- ingénierie études de maîtrise d'ouvrage : 60 M€ ;
- construction du centre de maintenance : 15 M€ ;
- achat du matériel roulant : 55 M€ ;
- construction des ouvrages d'art : 10 M€ ;
- construction des infrastructures voies et équipements : 158 M€.

Il grimpe, en valeur 2010, à 338 millions d'euros, et à 383 millions en 2012, en euros constant.
Le financement du projet se répartit de la façon suivante, en valeur 2012 :
- subventions, à hauteur de 24 % :
  - État : 53,4 M€ ;
  - Conseil général du Finistère : 16 M€ ;
  - Union européenne : 15,5 M€ ;
  - Région Bretagne : 4 % restant.
- emprunt : 208,9 M€, dont 100 M€ à la caisse des dépôts et consignations[47] ;
- versement transport : 75,2 M€ ;
- recettes d'exploitation du réseau et de la publicité[44].

### Construction de la ligne B
La construction de la ligne B débute le 3 avril 2023 avec les travaux préparatoires, en commençant par le quartier de Bellevue puis s'étendront vers le centre-ville ; les lignes du réseau Bibus seront adaptées dès le 22 mai.

## Le réseau

### Caractéristiques
Le réseau se compose depuis 2012 d'une seule ligne longue de 14,3 kilomètres en activité, desservant Brest sur un axe est-ouest. La seconde ligne longue de 5,1 kilomètres desservira quant à elle Brest sur un axe nord-sud en 2026.
| Ligne | Parcours                                                  | Mise en service | Longueur en km | Nombre de stations |
| ----- | --------------------------------------------------------- | --------------- | -------------- | ------------------ |
| A     | Porte de Plouzané ↔ Porte de Gouesnou / Porte de Guipavas | 2012            | +014,3         | 28                 |
| B     | Gares ↔ CHU La Cavale                                     | 2026            | +005,1         | 11                 |

### Aménagement des stations

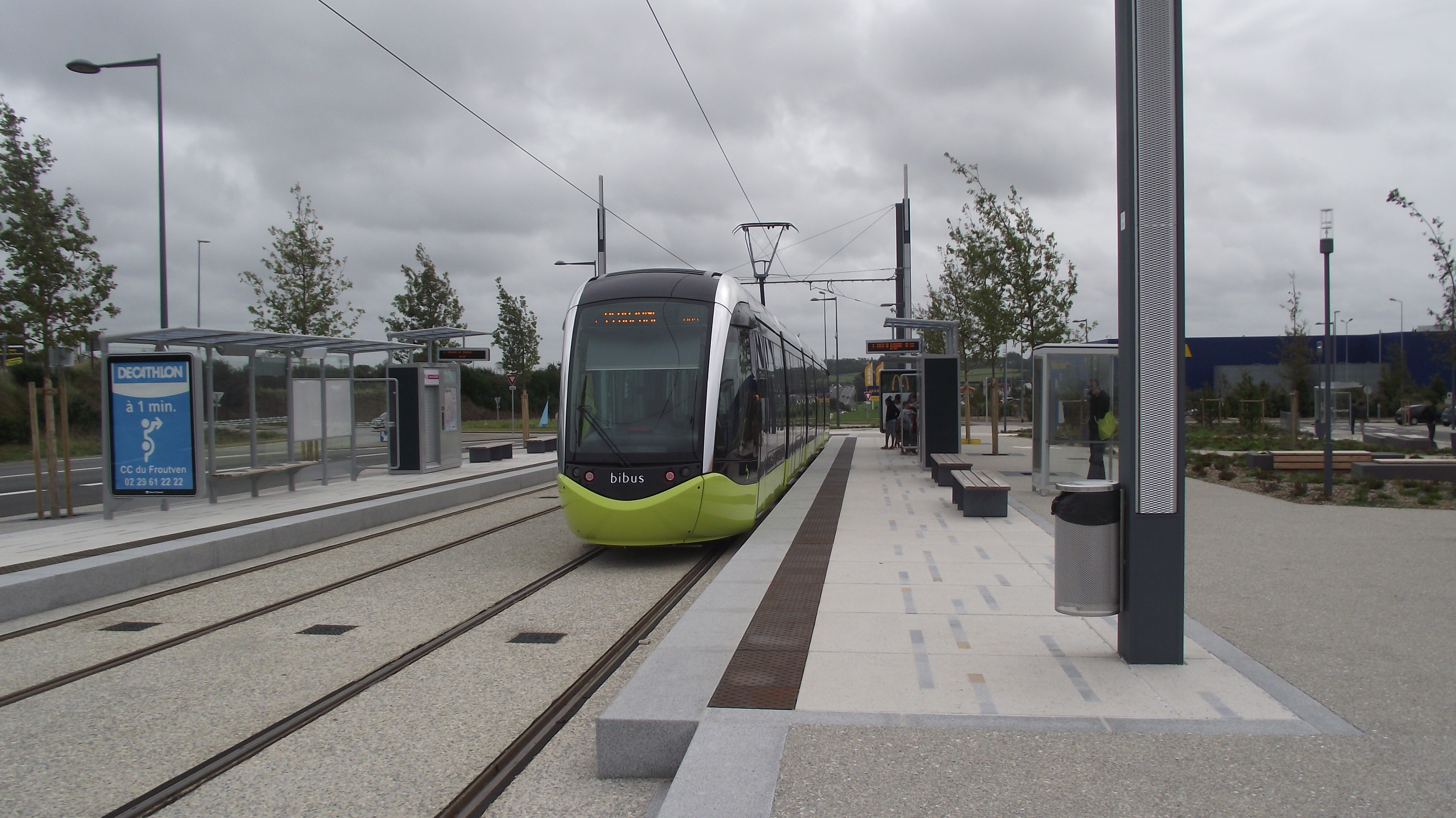
Vue d'ensemble de la station Porte de Guipavas.

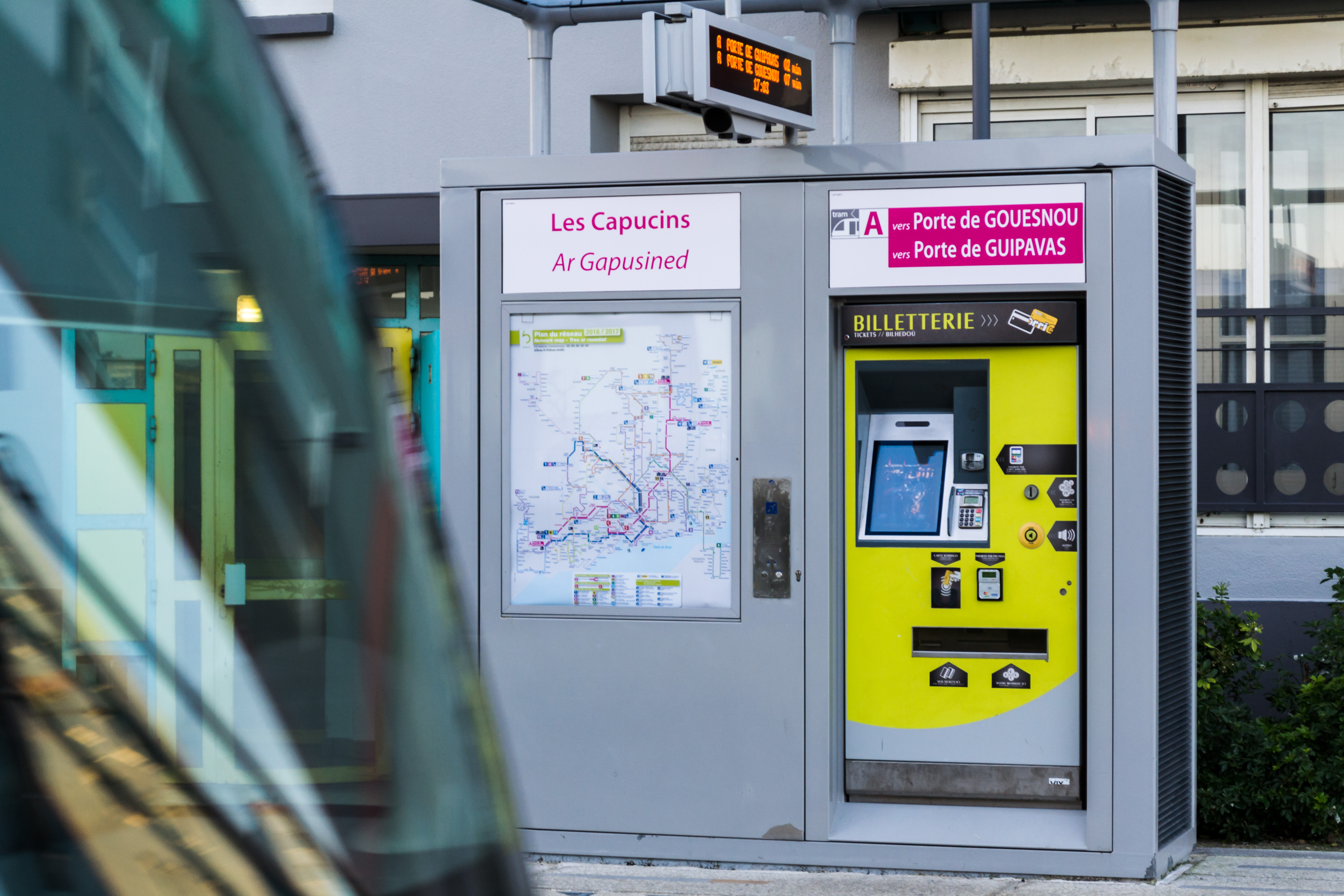
DATT, plan et afficheur de temps d'attente à la station Les Capucins.

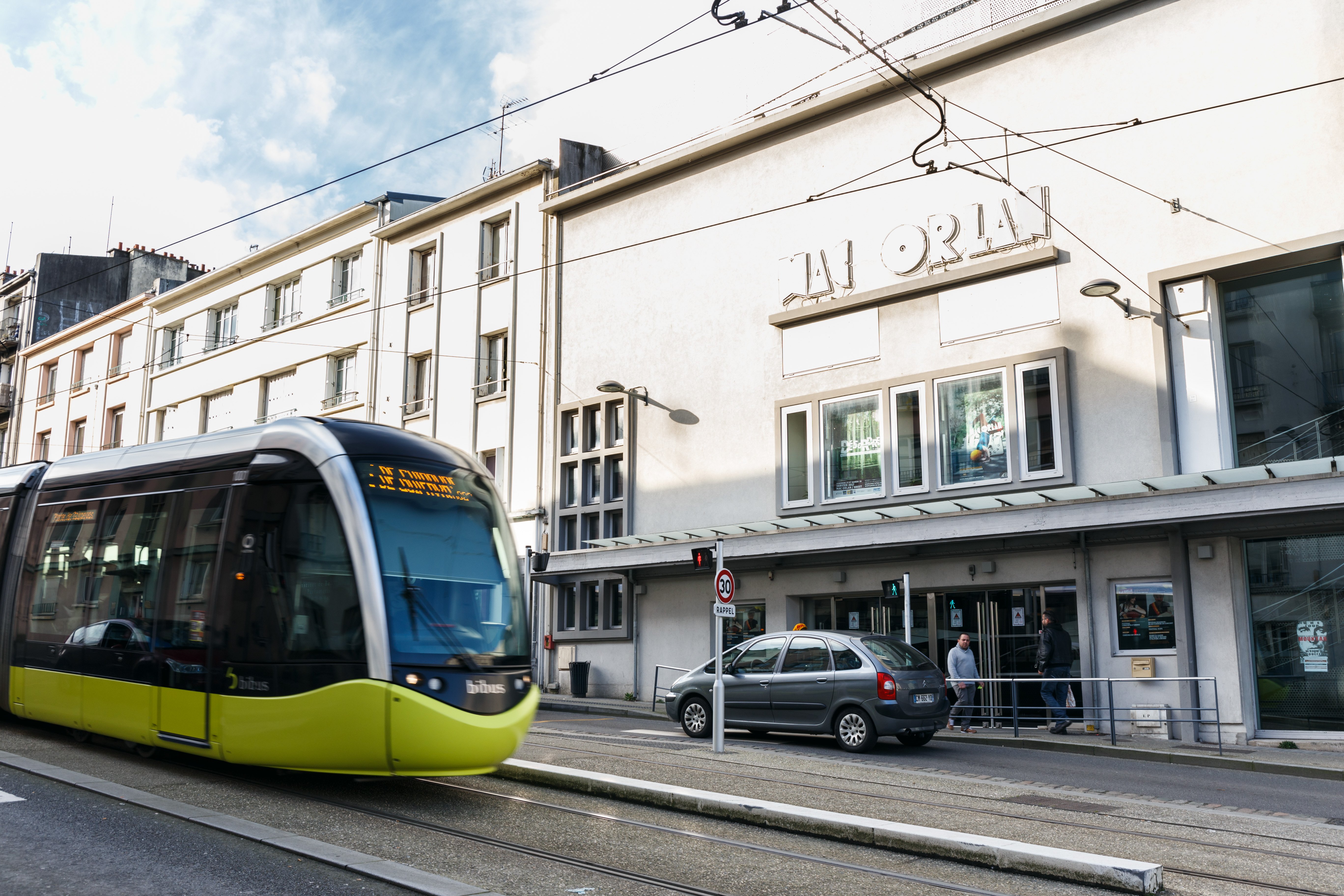
La pente à plus de 6 % devant le Mac Orlan.

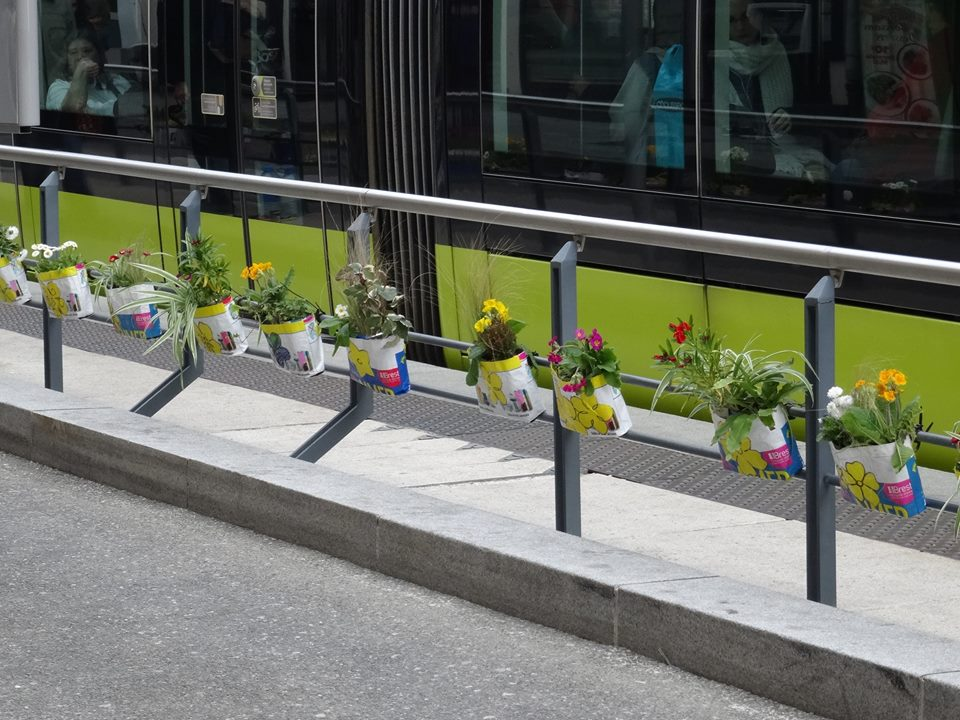
La station Octroi décorée par des jardinières.

Toutes les stations sont équipées de bornes d'informations aux voyageurs, donnant le temps d'attente et les perturbations en cours. Des distributeurs automatiques de titres de transport (au détail, en carnet, etc.) sont installés sur les quais des stations. Elles sont toutes accessibles aux personnes à mobilité réduite (PMR), y compris aux utilisateurs de fauteuil roulant, à l'exception des stations Mac Orlan et Menez Paul à cause de la pente qui est supérieure à 6 %. Elles possèdent des quais latéraux de 40 mètres de long placés face à face, sauf au terminus Porte de Gouesnou qui possède un unique quai central,. Trois stations de la rue Jean-Jaurès sont quant à elles construite « en baignoire », c'est-à-dire que les quais restent au niveau des trottoirs mais les voies s'abaissent de 30 cm au niveau des stations afin de garantir un accès de plain-pied.
Les abris des stations de la ligne A sont fournis par Clear Channel, détentrice depuis janvier 2012 du contrat avec Brest métropole pour une durée de 15 ans en lieu et place de JCDecaux. Ils sont de couleur gris galet, couleur que l'on retrouve sur les abribus et l'ensemble du mobilier urbain situé à l'intérieur de la ZPPAUP que constitue le centre-ville de Brest, en dehors de ce périmètre le mobilier reste bleu à l'exception donc des abris du tram. Ces abris, désignés par Élisabeth Garouste et Mattia Bonetti, ont la particularité d'être issu du reconditionnement de l'ancien mobilier de la ligne 1 du tramway de Montpellier, contrat que Clear Channel a perdu au profit de JCDecaux en 2010.
Les noms, pour 18 des 27 stations de la ligne A, le vote ayant eu lieu avant l'annonce de la création de la 28e station Kerlaurent, ont été choisis par un vote en ligne de la population organisé du 7 mai au 5 juin sur des propositions des élus et des conseils consultatifs de quartiers, ont été dévoilés le 23 juin 2011,. Cette stratégie d'association d'un public aussi large est une spécificité brestoise, bien que d'autres réseaux aient également sollicité la population (comme Besançon). Chaque station avait deux à trois choix, soit une quarantaine de propositions au total. Les stations non concernées par ce vote étaient les trois terminus (Portes de Plouzané, Guipavas et Gouesnou) ainsi que les stations intermédiaires Polygone, Les Capucins, Recouvrance, Jean-Jaurès, Pilier Rouge et Eau Blanche.
Entre février et mars 2014, des expérimentations de Wi-Fi public sont menées aux stations Château, Siam et Liberté, ainsi que dans deux rames, afin de tester la possibilité de déployer un tel système sur l'ensemble de la ligne. Depuis le printemps 2016, les stations Octroi, Pilier Rouge et Place de Strasbourg ont été décorées de jardinières dans le cadre de l'opération « le vert se tram(e) » lancée à l'initiative du conseil consultatif de quartier Brest-Centre dans l'objectif de végétaliser la très minérale rue Jean-Jaurès.

### Un trilinguisme critiqué

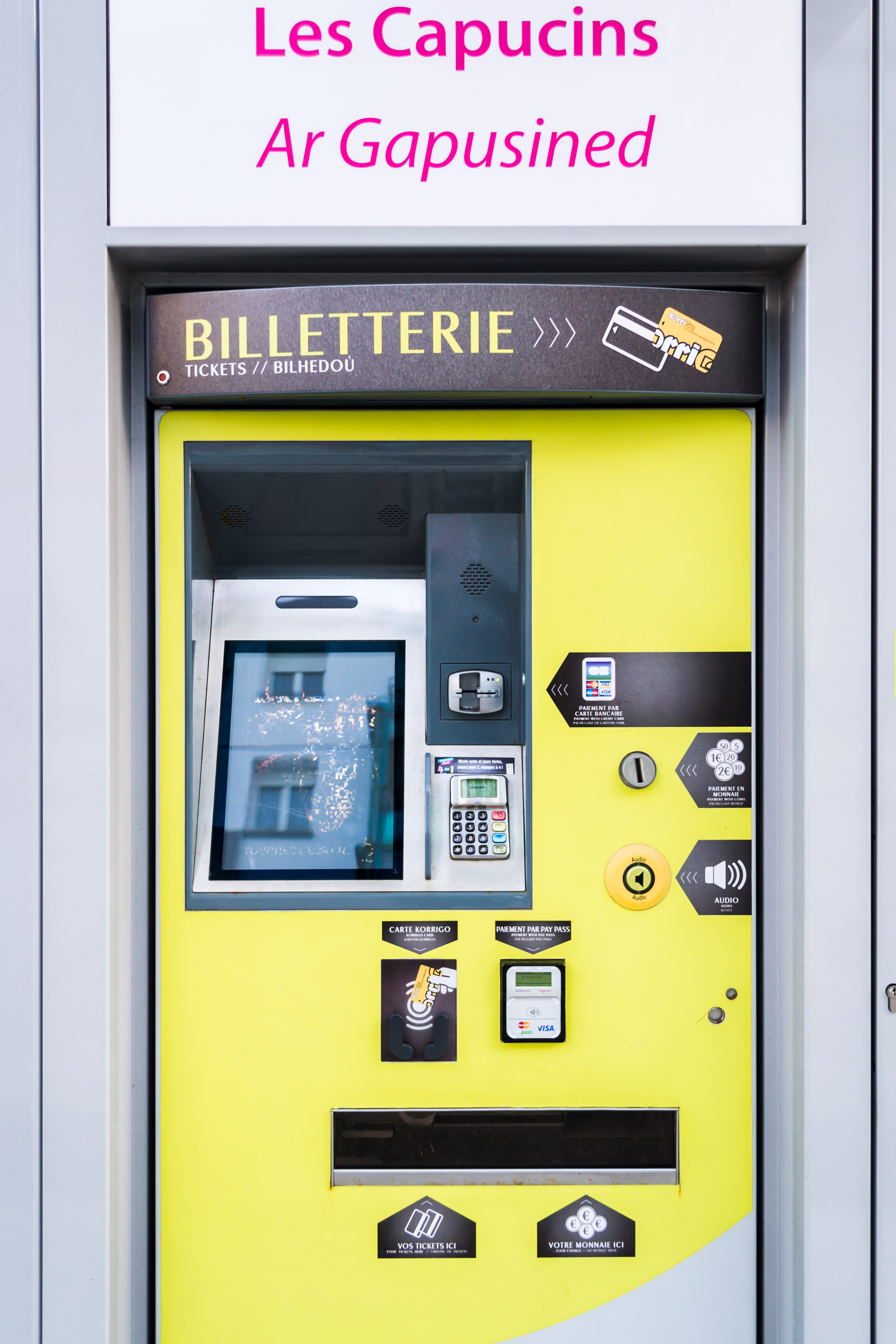
Nom de la station en français et breton, l'anglais s'y ajoute sur le distributeur de tickets.

Le réseau a la particularité d'être trilingue (Français, anglais et breton), Brest métropole étant signataire de la charte Ya d'ar brezhoneg visant à développer et promouvoir la langue bretonne. Ce trilinguisme se retrouve dans les annonces sonores, les en-tête de cartes, les noms des stations, les fiches horaires, les distributeurs de titres de transport et diverses indications techniques à bord des rames,. Dès 2011, l'UDB réclame le maintien de la toponymie bretonne et demande de nommer une station du nom de Nathalie Lemel, communarde bretonne.
Les associations de défense de la langue bretonne comme les collectifs Aï'ta et Sked pointent que Brest métropole n'a pas tenu ses engagements, notamment en ce qui concerne les annonces sonores, dont les versions en breton sont rarement diffusées ou uniquement aux terminus, ou encore les distributeurs où le choix du breton n'était toujours pas actif un an après la mise en service, et qu'il a même disparu de certains équipements en 2013,,. Enfin, elles pointent notamment que la place du breton sur la signalétique, quand elle est présente, soit réduite au même niveau que l'anglais avec une police de caractère de taille réduite par rapport au français.
Aï'ta réclame aussi que les employés souhaitant communiquer en breton soient mis en valeur et signalés par un badge.

## Exploitation

### Matériel roulant

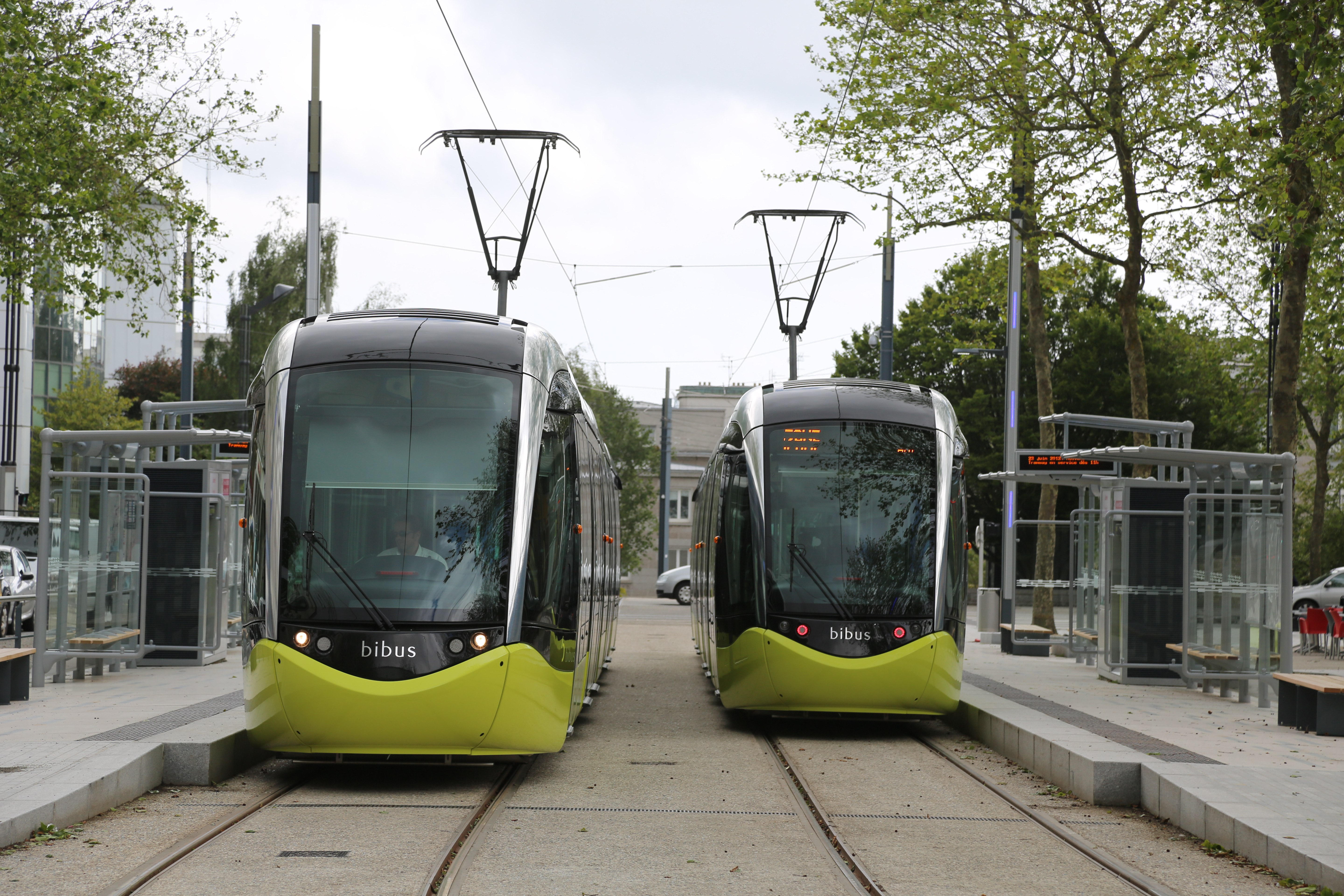
Vue de face.

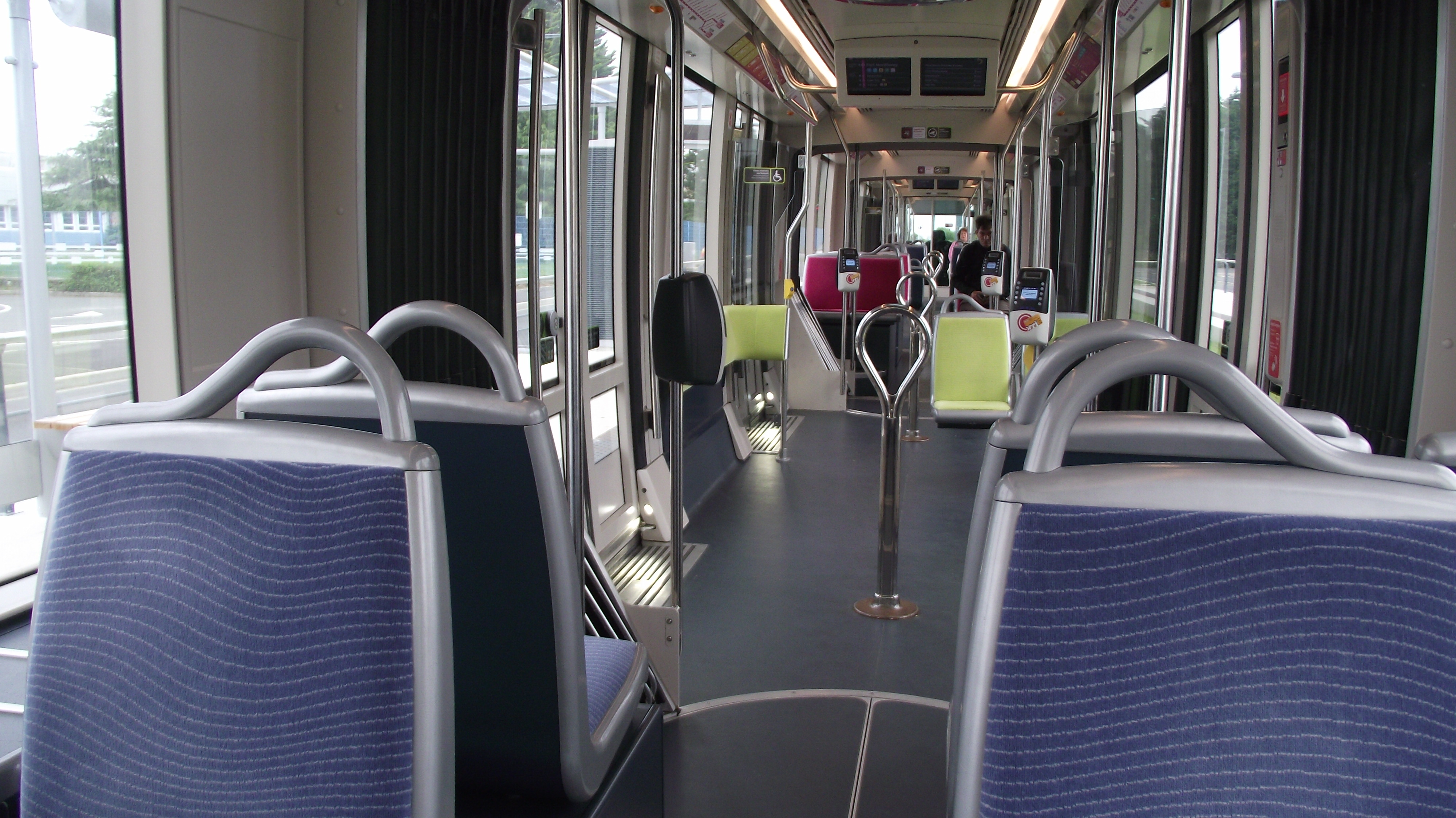
À l'intérieur.

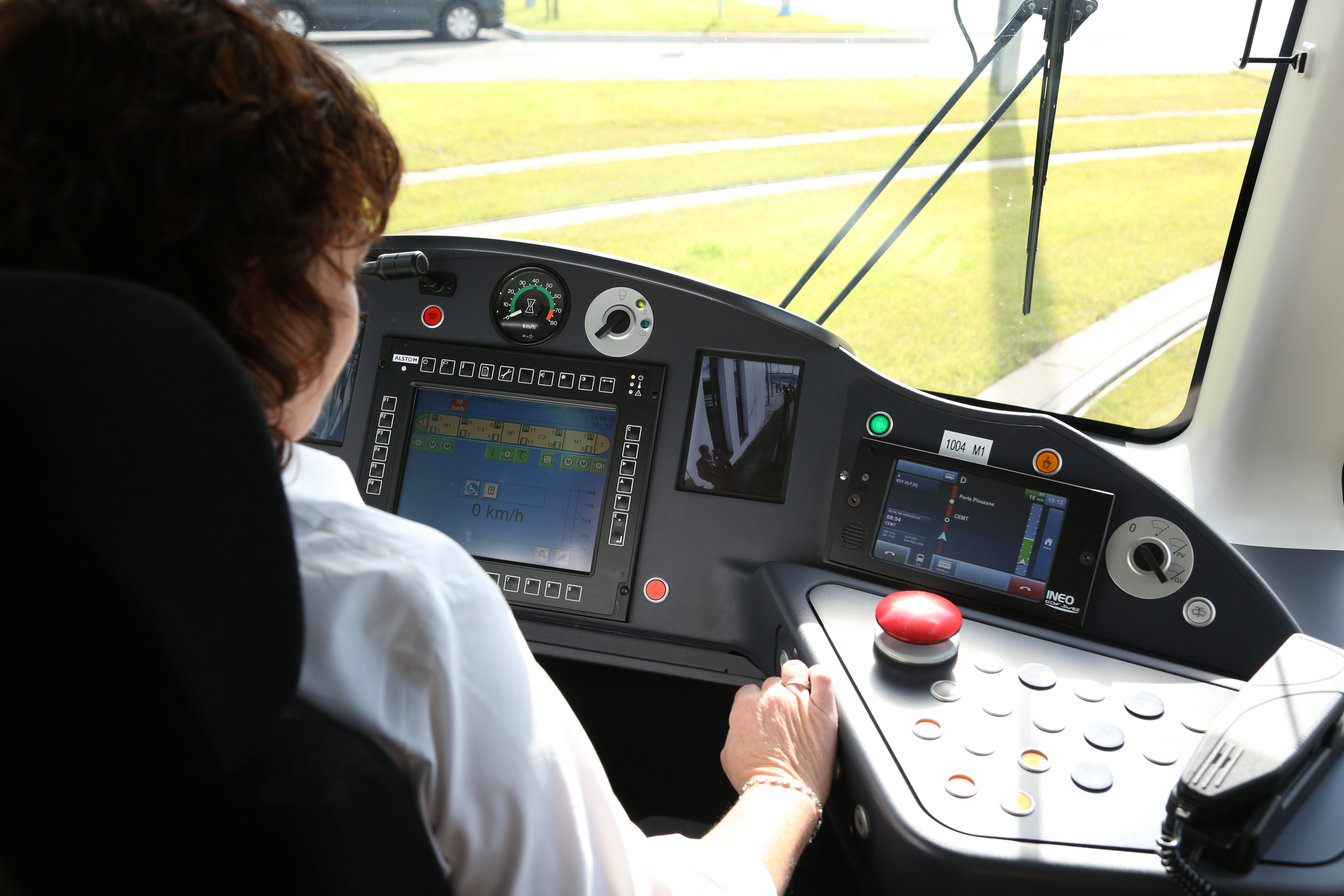
Poste de conduite.

La ligne A est équipée de vingt rames Citadis 302 construites par Alstom, et numérotées de 1001 à 1020. Ces rames sont issues d'un appel d'offres commun entre Brest Métropole et Dijon Métropole portant sur l'acquisition de 52 rames, la capitale bourguignonne se dotant aussi d'un réseau de tramway mis en service fin 2012, ce qui constitue une première en France avec l'objectif d'économiser dix à quinze millions d'euros par rapport à deux commandes séparées,,.
Les rames des deux réseaux partagent le même design rappelant la forme d'une vague, avec de grandes surfaces vitrées et des puits de lumière en forme de hublot, choisi initialement pour le seul réseau brestois le 29 mai 2008 par un jury de 123 personnes parmi trois designs et trois couleurs (vert anis, rouge framboise et blanc),,. Le jury a choisi le vert anis pour habiller les rames, couleur reprise à l'intérieur mais avec du rouge framboise et du bleu,, leurs homologues dijonnaises sont quant à elle de couleur cassis à l'extérieur, mais avec du rose framboise et du vert anis à l'intérieur.
Le 15 septembre 2009, Alstom remporte l'appel d'offres pour la fourniture des rames de tramway de ces deux agglomérations (vingt pour Brest, trente-deux pour Dijon), pour un coût total de 106 495 483 euros (42,6 M€ pour Brest et 63,8 M€ pour Dijon), « soit une économie de 24 % par rapport aux estimations faites et de près de 30 % par rapport aux marchés signés récemment dans le domaine, comme à Marseille par exemple », ont annoncé les élus des deux intercommunalités. Alstom était en concurrence avec les sociétés Bombardier Transport, CAF et Stadler Rail. Une rame coûte 2,05 M€ pièce.
La première rame a été livrée le 7 septembre 2011 en provenance de l'usine Alstom d'Aytré, en périphérie de La Rochelle. Les autres rames sont livrées et mises en service à partir du mois de novembre à un rythme d'environ deux à trois rames par mois jusqu'en juin 2012. Le matériel est adapté au franchissement des tronçons où la pente est à près de 8 % comme la rue Saint-Exupéry.
Les annonces sonores à bord des rames ont été imaginées par Michel Redolfi ingénieur de la société Audionaute. Ces annonces, prévenant de la fermeture des portes ou annonçant les stations, sont conçues de façon à être différentes à chaque instants : la tonalité des voix est propre à chacune des stations, elles varient en fonction du moment de la journée ou du jour de la semaine. Le concept a été poussé jusqu'à prendre en compte les marées : à marée basse, des voix d'hommes sont utilisées tandis qu'à marée haute ce sont des voix féminines qui sont utilisées.
En 2016, le quotidien bourguignon Le Bien public fait état d'un possible prêt d'une rame brestoise au réseau de Dijon pour la période automne-hiver, dont sa ligne T1 est victime d'une fréquentation importante et a du mal a y faire face, mais Brest Métropole réfute cette information expliquant qu'il « n'y pas eu de demande officielle » bien que cette possibilité ait « déjà été évoquée lors de l'accord-cadre [...] signé » lors de l'appel d'offres commun.
Pour les besoins de la seconde ligne, dix rames sont commandées dans le cadre d'un groupement avec Toulouse et Besançon ; début avril 2023, c'est Alstom qui est choisi.

Comparaison des Citadis de Brest et Dijon
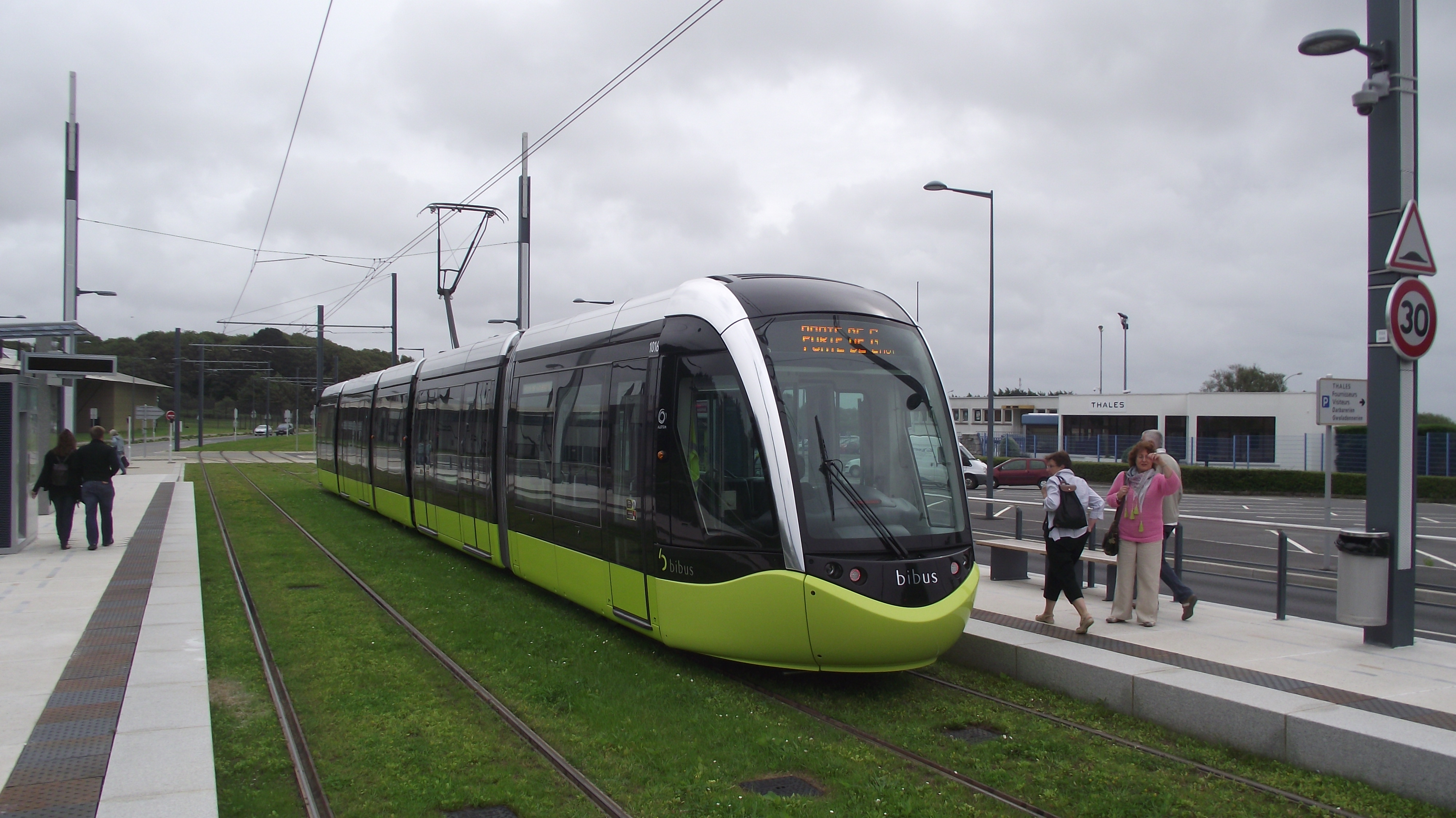
Le tramway de Brest, à l'extérieur ...
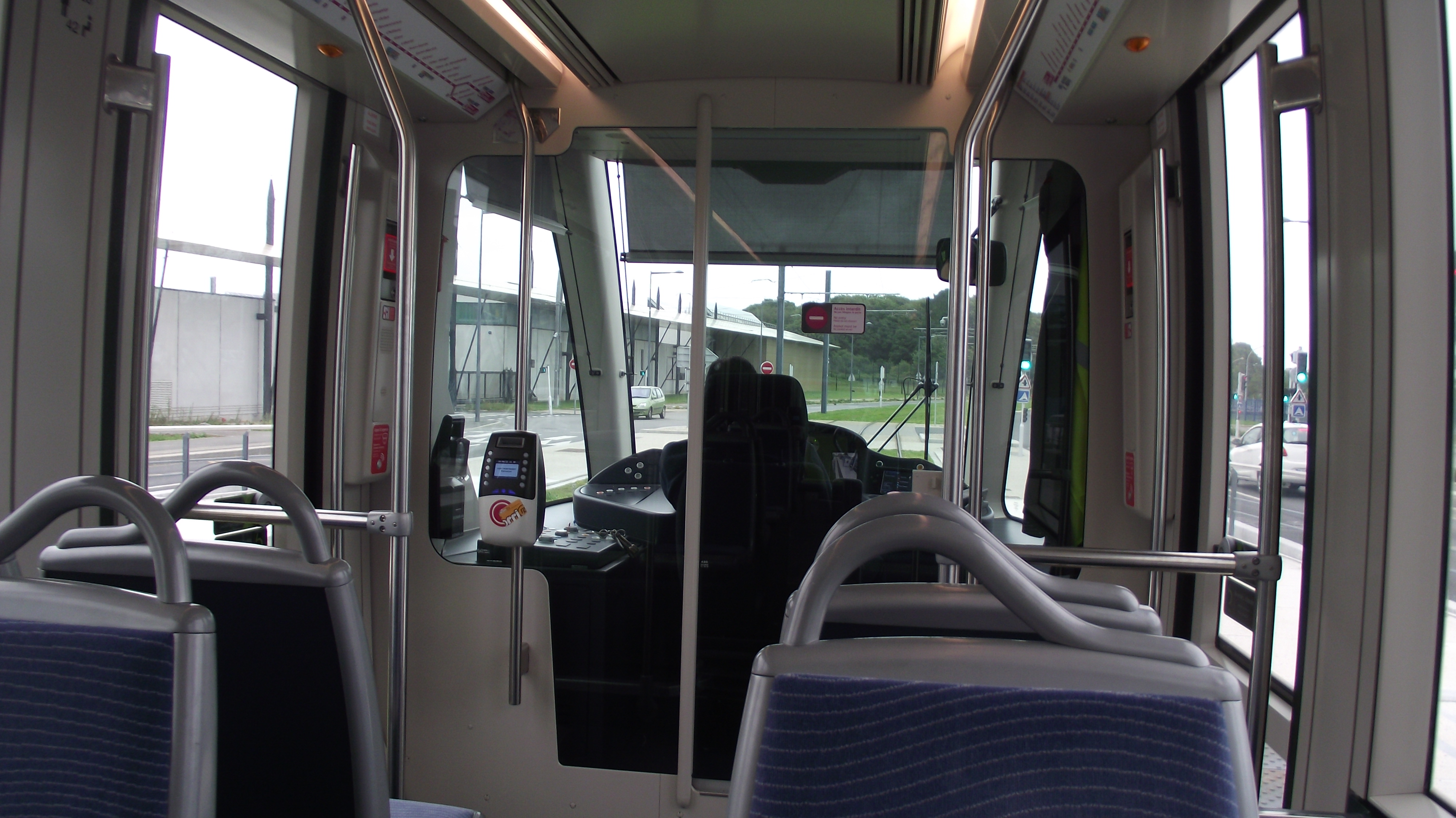
... et à l'intérieur
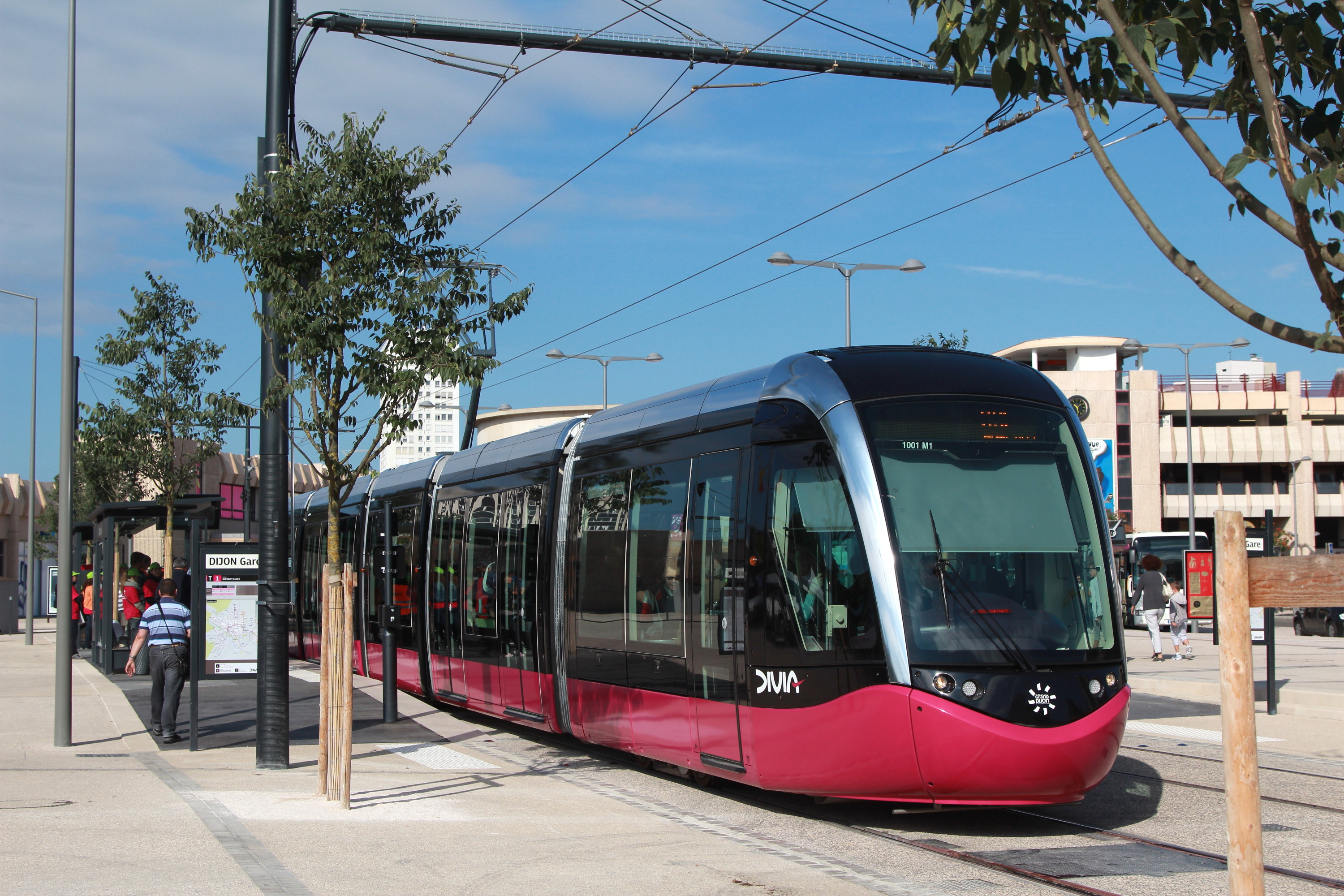
Le tramway de Dijon, à l'extérieur ...
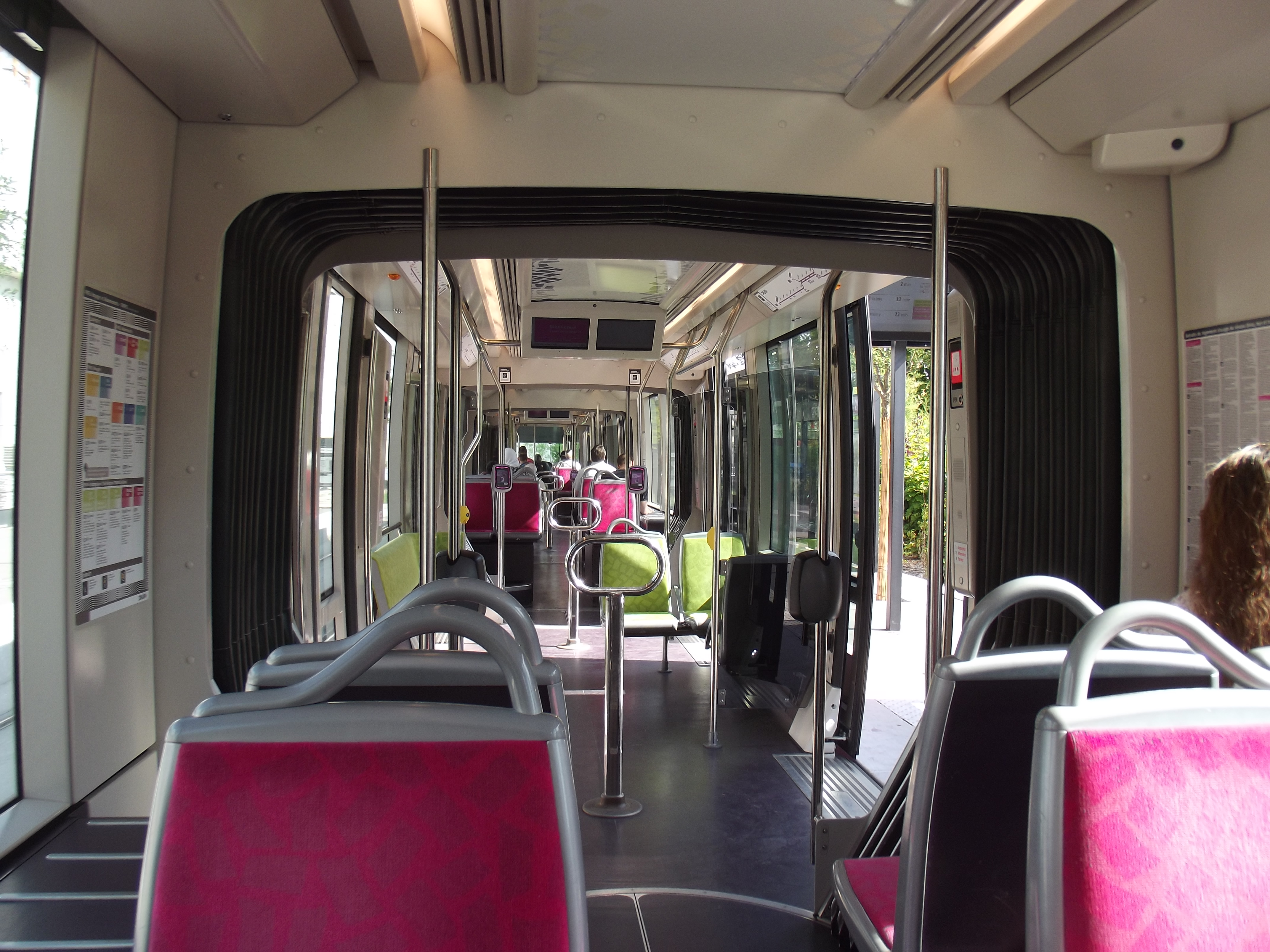
... et à l'intérieur

### Centre d'exploitation et de maintenance

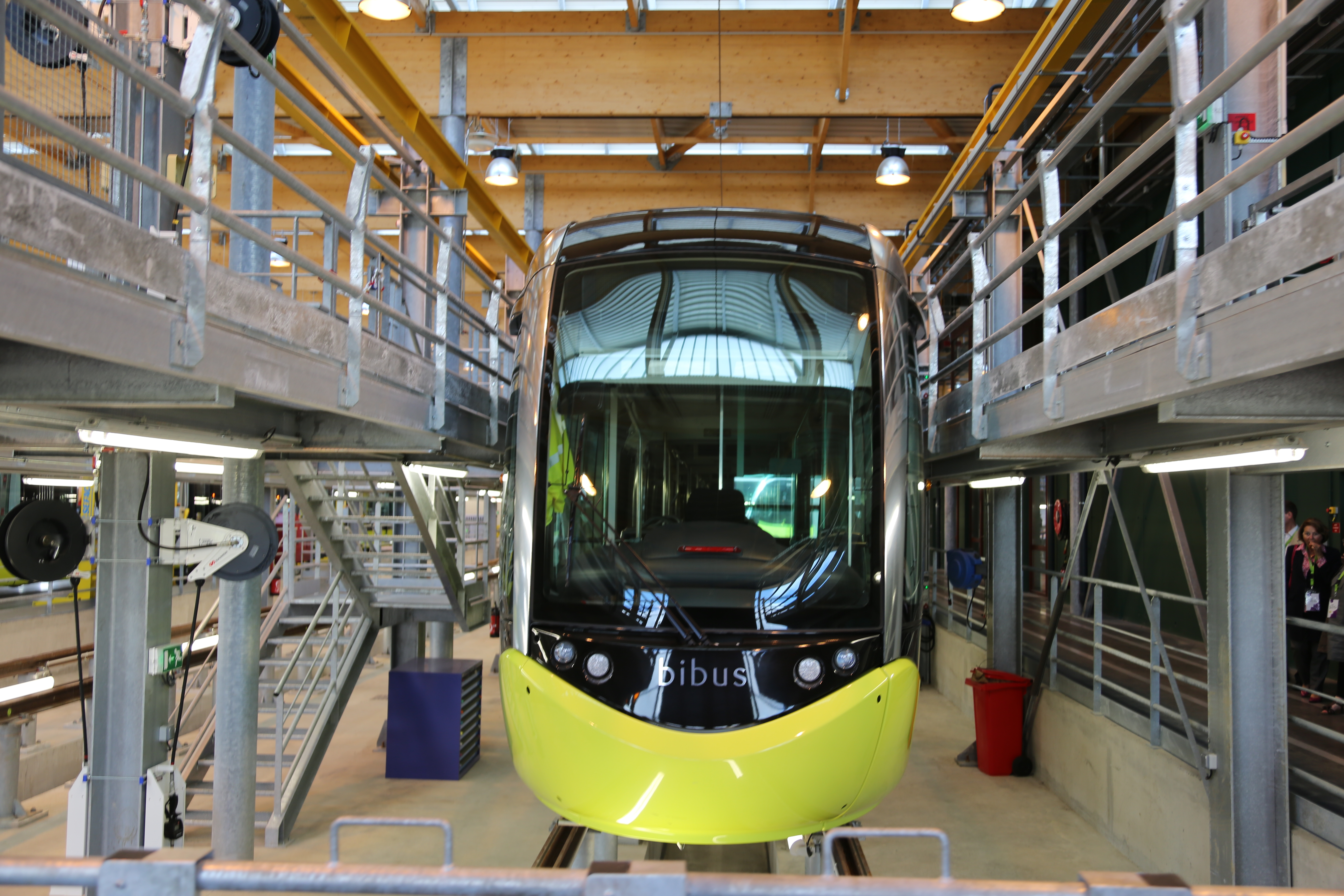
Une rame sur la voie de maintenance, avec les passerelles d'accès en toiture.

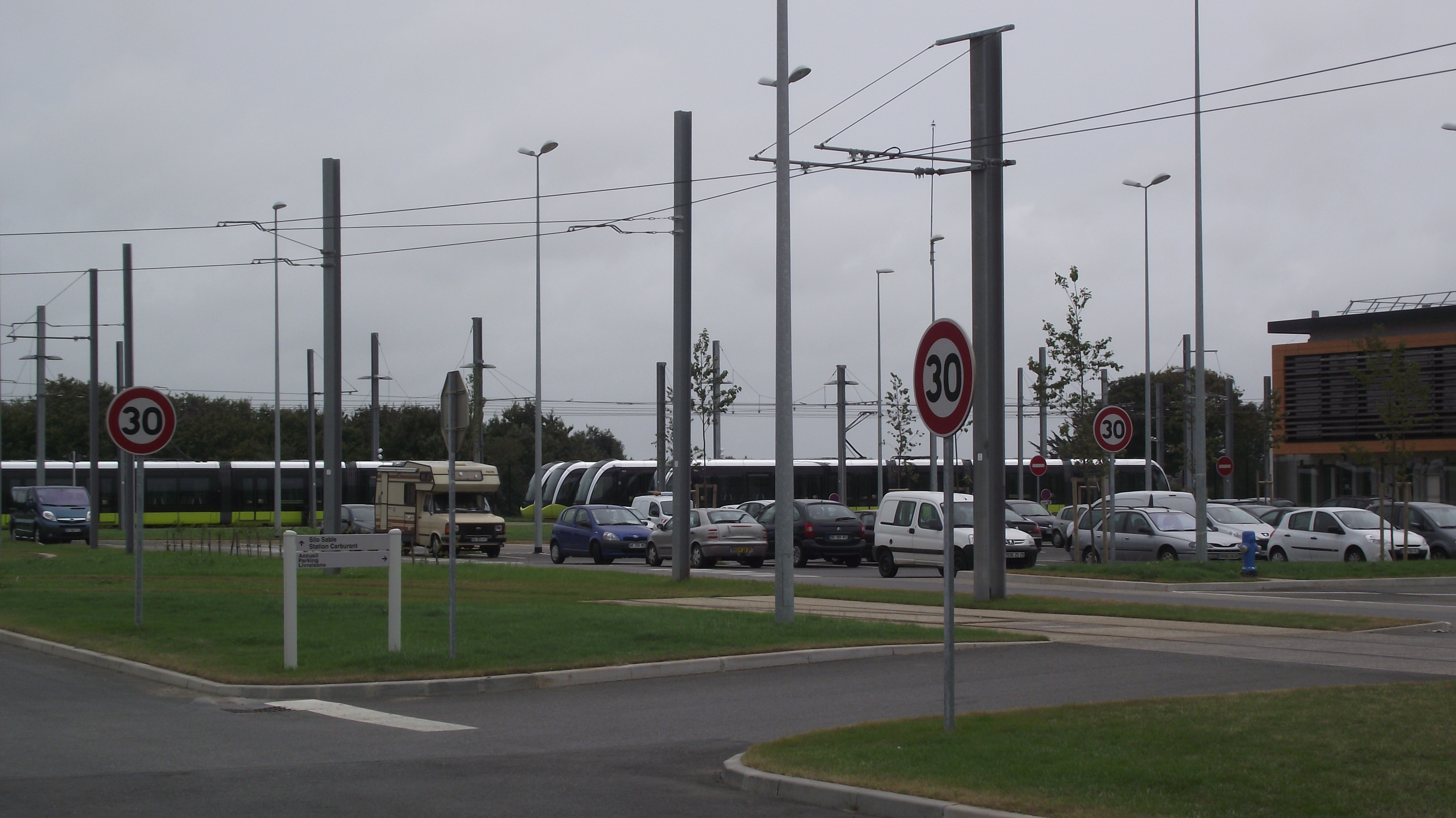
L'intérieur du CEMT, avec le remisage extérieur en arrière-plan.

Les rames sont entretenues au Centre d'exploitation et de maintenance du tramway (CEMT). Il est relié à la ligne A au niveau de la station Porte de Plouzané par un accès en triangle permettant l'accès aussi bien depuis la station précitée que depuis l'est.
Le CEMT sert de remisage aux vingt rames de tramway de la ligne A bien qu'il soit calibré pour 35 rames en prévision de la ligne B,, de centre de maintenance et de poste de contrôle centralisé, ce dernier s'occupant aussi bien de la régulation du tramway que du téléphérique ou des bus, sur un site occupant 4,5 ha,,. Ils comprennent un faisceau de voies de garage non-couvert, calibrés pour des rames de 40 mètres de long, contre 30 pour le matériel actuel et un hall de maintenance. Le hall de maintenance, d'une surface de 7 000 m2, accueille deux voies de maintenance sur pilotis et avec passerelle d'accès à la toiture des rames. Une voie est équipée de vérins mobiles pour réaliser les échanges de bogies. Un tour en fosse permet les opérations d'inspection, de réparation ou encore le reprofilage (« réalésage ») des roues en fosse afin de limiter les risques pour la sécurité et les nuisances sonores. Une station-service, dotée d'une machine à laver capable de laver une rame en mouvement, une première en France, permet par ailleurs d'effectuer les opérations de nettoyage extérieur et intérieur des rames ainsi que le remplissage de leurs sablières. Enfin, un remisage annexe permet le stockage d'une trentaine d'autobus dont la moitié d'articulés.
Le dépôt s'occupe aussi de l'entretien de la signalisation et de la ligne aérienne de contact (LAC), l'inspection de cette dernière, qui fournit les 750 V nécessaires au fonctionnement des rames, a lieu tous les six mois. Cette ligne aérienne est elle-même alimentée par huit sous-stations de redressement (SSR) réparties le long de la ligne.
Le CEMT est conçu de façon à prendre en compte les normes environnementales grâce à l'isolation du bâtiment par une double façade et la présence de près de 1 280 m2 de panneaux photovoltaïques, pour une production annuelle d'électricité estimée en 2010 à 165 000 kWh. Enfin, des bassins de rétention placés sous les parkings permettent le stockage de l'eau de pluie, qui est récupérée pour alimenter le système d'arrosage automatique.

### Conduite et signalisation

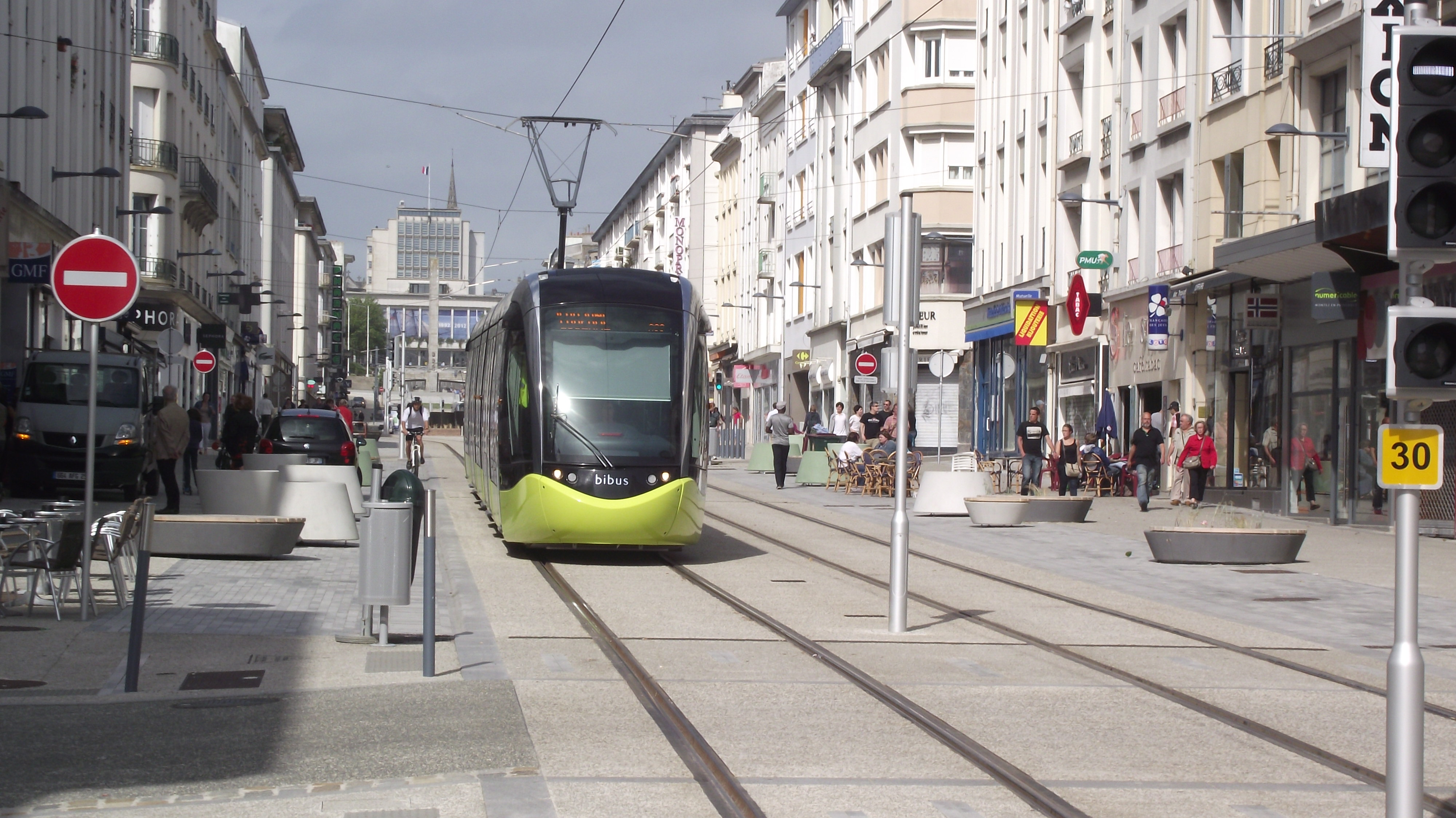
Signal et tableau indicateur de vitesse (à droite).

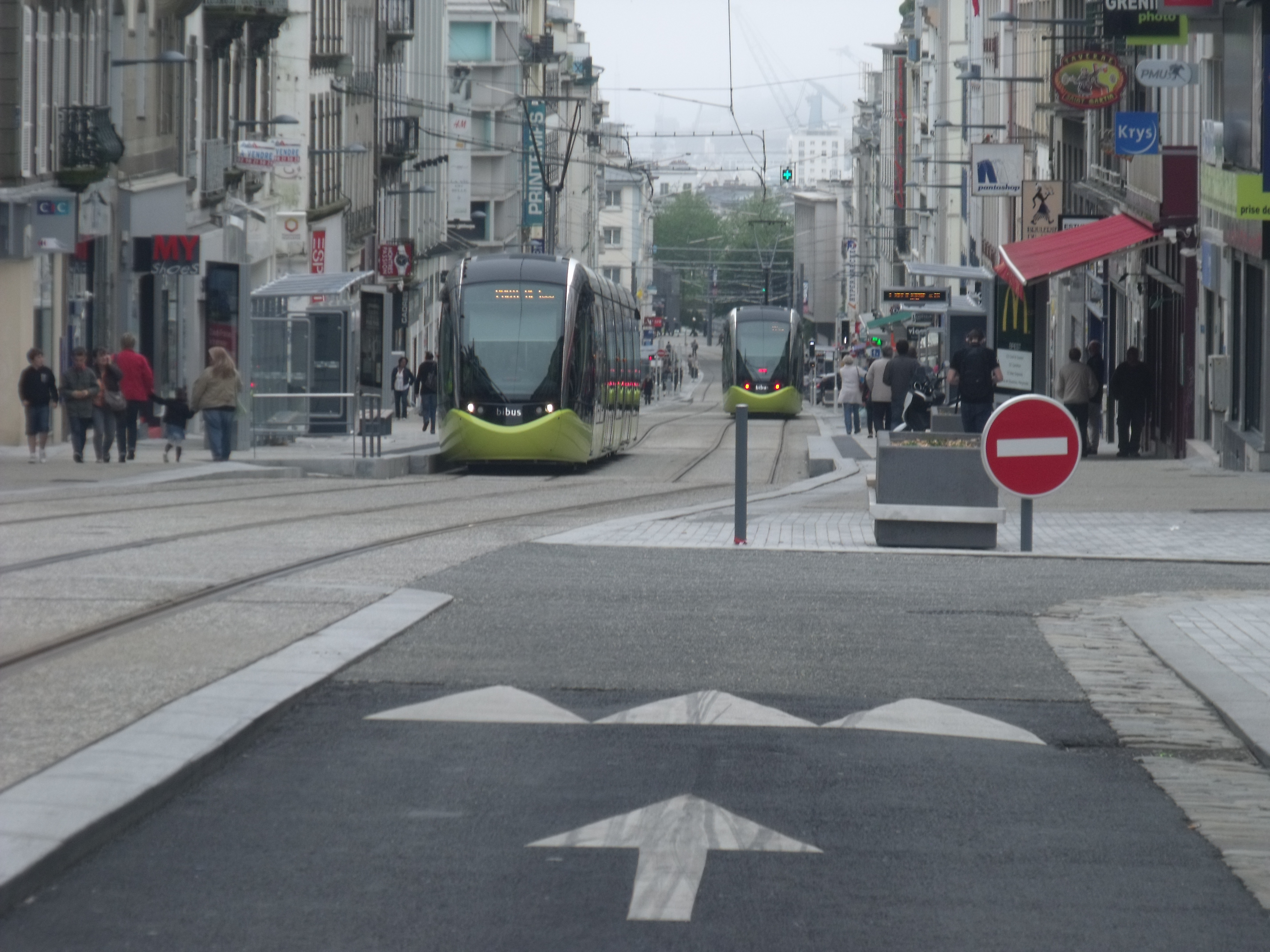
Indicateurs de coupure de courant, fixés au niveau de la ligne aérienne (en arrière-plan).

La conduite sur le réseau se fait en « conduite à vue » : on ne trouve donc que des panneaux de limitation de vitesse, des signaux de protection d'itinéraires et des signaux protégeant le franchissement des carrefours. Pour ces derniers, la voirie est équipée de signaux tricolores classiques de type R11 tandis que les lignes sont équipées de signaux de type R17 et R18, associés à la signalisation routière : Sur un fond noir, une barre horizontale de couleur blanche signale l'arrêt, un rond blanc annonce un signal d'arrêt et une barre verticale blanche, sur un signal R17, ou sur un signal R18 une barre oblique blanche orienté dans la direction de la voie déviée, la voie libre. Ces feux sont accompagnés d'un signal d'aide à la conduite (SAC) : un losange orange lumineux signalant la prise en charge de la demande de priorité au carrefour et un point d'exclamation bleu clignotant indiquant un changement d'aspect imminent du signal.
Les signaux de protection d'itinéraires se situent avant les appareils de voies (aiguillages). Une barre horizontale rouge impose l'arrêt, une barre oblique orange, orientée en fonction de la configuration de l'aiguille, autorise le passage en direction de la voie déviée et une barre verticale verte indique la voie libre, sans changement de voie.
Les panneaux de limitation de vitesse se présentent quant à eux comme des panneaux carrés avec des chiffres noirs sur fond jaune, un panneau affichant la lettre R marque la fin d'une limitation spécifique au tram, le conducteur doit alors se soumettre aux limitations du code de la route.
Enfin, les indicateurs de coupure de courant sont implantés en amont de chaque secteur d'alimentation de la ligne aérienne de contact (LAC). Une croix grecque verte (+) annonce une ligne électrique alimentée, les lettres CC en rouge une ligne non alimentée.
Les conducteurs sont au nombre de 128 au lancement de la ligne A, puis 124 en 2018. Ils sont polyvalents et conduisent aussi bien le tramway que les bus, ayant suivi une formation préalable avant d’obtenir l’autorisation de conduire un tramway, ils ont été sélectionnés parmi 168 conducteurs de bus candidats à partir d'octobre 2011.

### Sécurité et accidents
Les accidents de la circulation impliquant le tramway sont essentiellement dus à l'inadvertance des autres usagers de la route et au non-respect du code de la route, le tramway circulant sur son site propre étant prioritaire. En 2014, le taux d'accident est de 0,157 pour 10 000 km (0,350 en 2012 et 0,254 en 2013), la moyenne nationale est de 0,193, en baisse depuis l'inauguration de la ligne grâce à la sensibilisation des usagers du tram et des automobilistes aux dangers que peut représenter un tramway en cas de non-respect des consignes, et ce dès l'enfance grâce à des campagnes menées dans les écoles. En 2015 une de ces campagnes, menée en partenariat avec Keolis, rappelle notamment qu'une rame pèse l'équivalent de dix rhinocéros. Il est aussi parfois victime de pannes ou d'incidents, comme en 2015 où le trafic a été interrompu plusieurs jours à la suite de la chute de la ligne aérienne de contact.
Le premier accident corporel a eu lieu le 20 juin 2012, trois jours avant l'inauguration, un scootériste n'ayant pas respecté la signalisation a percuté l'avant d'une rame et a du être hospitalisé ; en novembre de la même année c'est un automobiliste ayant grillé un feu rouge qui s'est fait percuter par une rame, mais dans les deux cas seuls les conducteurs des véhicules en tort ont été blessés,.
En janvier et juin 2014 ont eu lieu deux autres collisions voiture-tramway, bien plus spectaculaires car provoquant le déraillement de la rame dans les deux cas et blessant plusieurs passagers dans la rame en plus des automobilistes ; dans le deuxième accident, la rame a en déraillant percuté un poteau supportant la ligne aérienne de contact,. Cette année-là, 18 collisions ont eu lieu contre 27 en 2013 soit une baisse de 33 % due à des aménagements et à un réglage des feux à certains carrefours.
Le tramway est aussi victime d'actes de vandalisme comme en juillet 2014 à la station Pontanézen où une rame est victime de jets de pierres, de bouteilles et d'un cocktail molotov, qui atterrit dans la rame sans exploser, par un groupe de casseurs qui s'attaquent ensuite au mobilier de la station. Des actes similaires sont récurrents dans ce même quartier, avec l'usage notamment de mortiers d'artifice en direction du tramway en janvier 2022.
Le tramway est parfois victime de l'incivilité de certains automobilistes se garant trop près des voies comme le 31 décembre 2017 où la ligne a été perturbée durant une heure à cause d'une voiture mal garée rue de Siam, dégagée de la voie par les passagers du tramway aidé de passants. En février et mars 2018, des jardinières et des bancs supplémentaires sont installés afin que ce problème ne se reproduise plus.
Le 2 janvier 2018, un camion-nacelle arrache la ligne aérienne de contact route de Gouesnou, le bras de la nacelle qui était déployé en roulant, endommageant 300 m de ligne et nécessitant de couper la ligne au nord de la station Ménez Paul et l'appel à des sous-traitants afin de la réparer au vu de l'ampleur des dégâts. Si des réparations partielles ont permis de rétablir la branche vers Guipavas le 6 janvier, la branche vers Gouesnou n'est rétablie que le 12 janvier ; des bus de substitution ont été mis en place,.
Il arrive parfois que ce soit le mobilier de la ligne qui fasse les frais des accidents, comme le 2 juin 2018 quand un conducteur perd le contrôle de sa voiture et finit sa course contre la station Fort Montbarrey.

### Tarification et financement

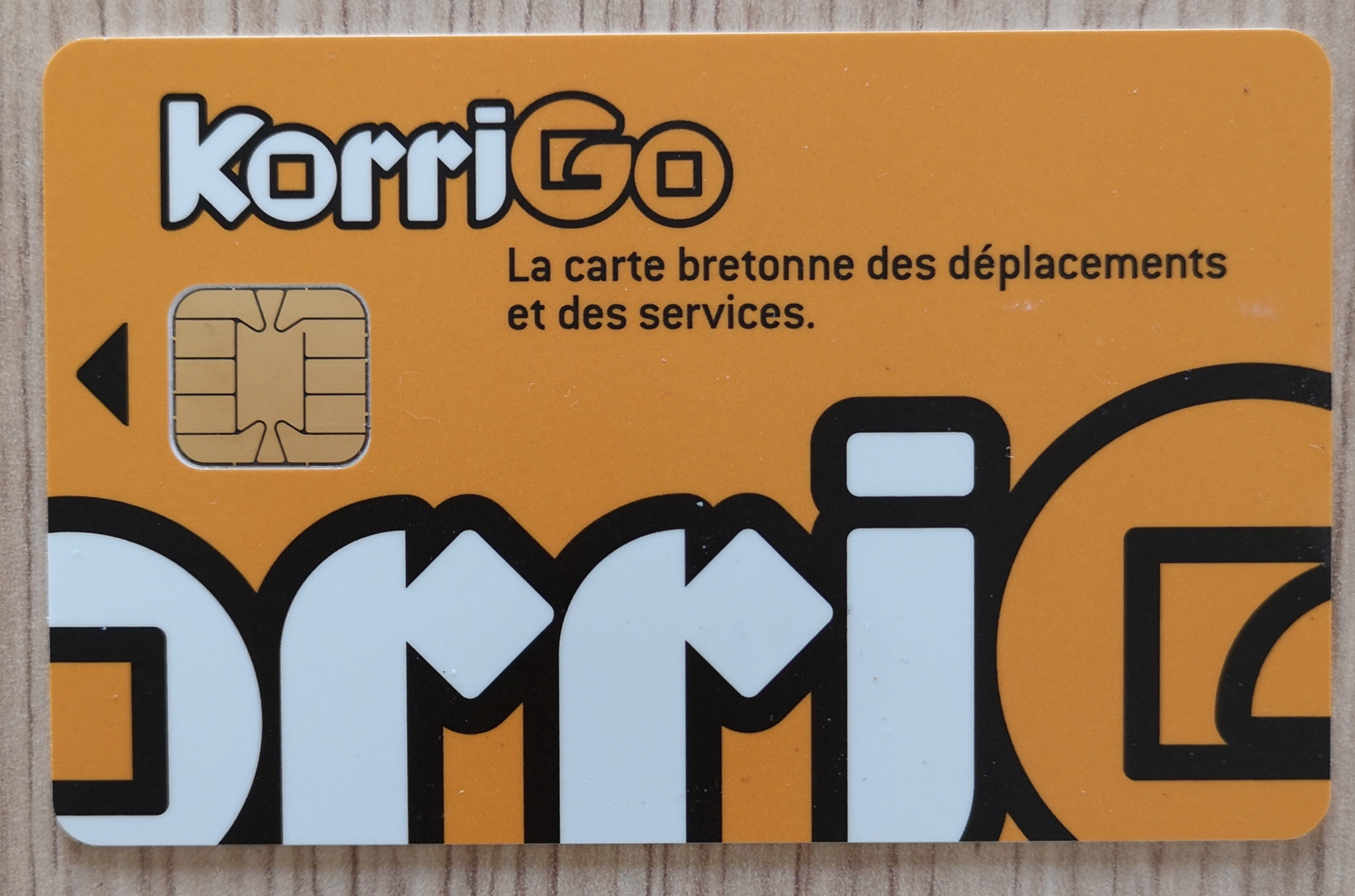
Carte KorriGo.

La tarification du tramway est identique à celle du reste du réseau Bibus et accessible avec les mêmes abonnements. Un ticket un voyage permet un trajet simple quelle que soit la distance avec une ou plusieurs correspondances possibles avec les lignes de bus, de téléphérique et de tramway pendant une durée maximale d'une heure entre la première et la dernière validation.
Le financement du fonctionnement de la ligne (entretien, matériel et charges de personnel) est assuré par RD Brest. Cependant, les tarifs des billets et abonnements dont le montant est limité par décision politique ne couvrent pas les frais réels de transport. Le manque à gagner est compensé par l'autorité organisatrice, Brest métropole. Elle définit les conditions générales d'exploitation ainsi que la durée et la fréquence des services. L'équilibre financier du fonctionnement est assuré par une dotation globale annuelle au délégataire grâce au versement transport payé par les entreprises et aux contributions des collectivités publiques.
En 2015, le taux de fraude s'élève à 5,1 % contre 4,3 % pour les bus, 12 000 infractions ont été constatées en 2014. Des contrôles en civil ont lieu depuis la mise en service de la ligne .

### Trafic
La fréquentation attendue pour la ligne A est de 45 000 voyageurs par jour. En 2015, elle est de  40 000 voyageurs par jour en semaine et de 26 000 voyageurs le samedi. Durant sa première année de service, le tram a transporté 8,9 millions de personnes, soit 44 % de la fréquentation du réseau.
En 2018, il a transporté 12,1 millions de voyageurs, soit près de 45 % de la fréquentation du réseau. La fréquentation journalière est de 36 000 voyageurs, soit moins que l'objectif attendu.
On notera cependant qu'elle en a transporté près de 100 000 le jour de l'inauguration et plus de 60 000 chaque jour lors de Les Tonnerres de Brest, avec même une pointe lors du 14 juillet 2012 à 85 000 voyageurs.
Les trois stations les plus fréquentées sont Liberté, Place de Strasbourg et Jean Jaurès.

## Projets de développement

### Création de la ligne B

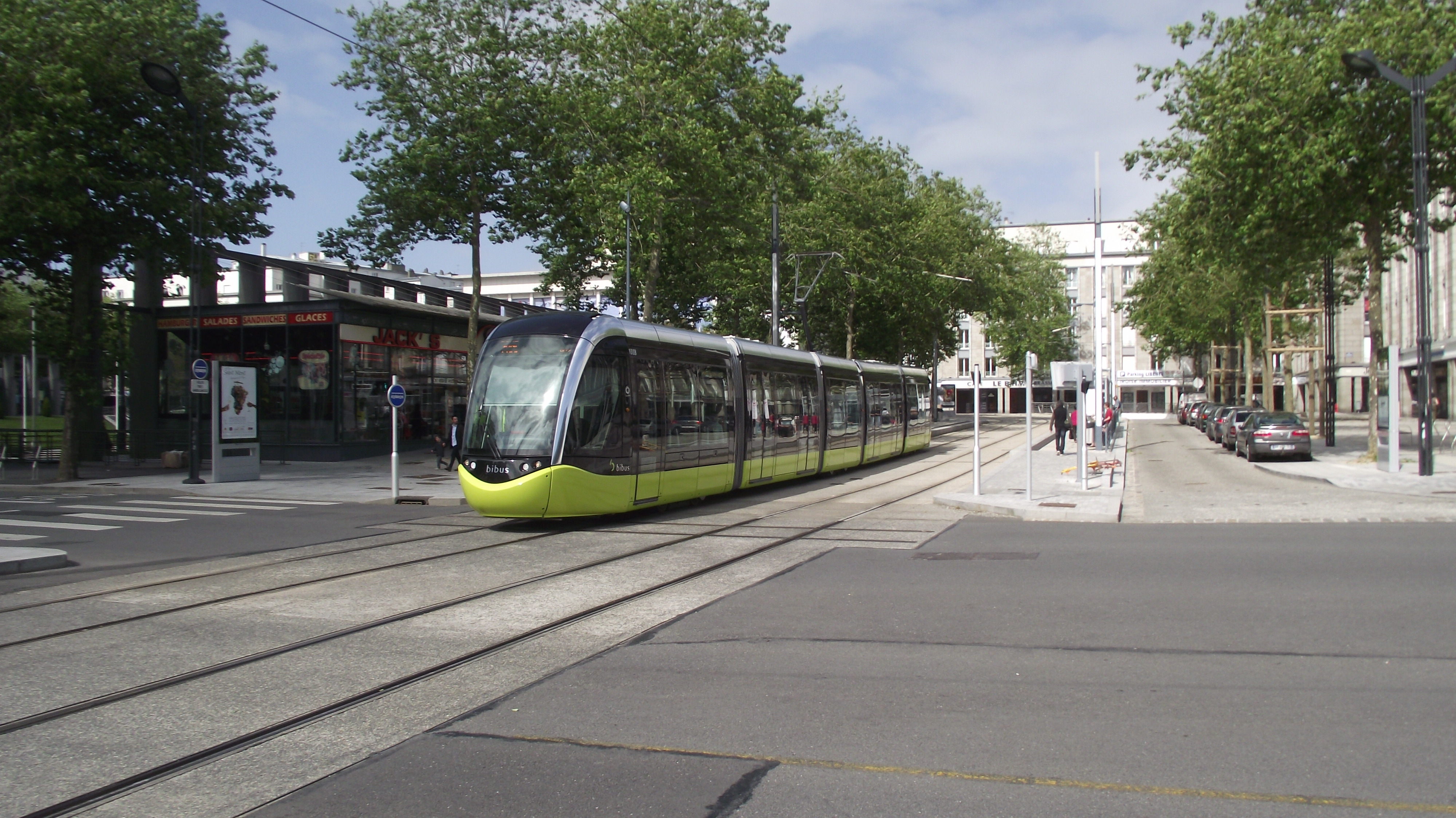
Une rame passant sur le croisement posé en prévision de la ligne B.

Envisagée dès le début du projet de la ligne A, une seconde ligne verra le jour à l'horizon 2026.

### Extension de la ligne A
Des extensions en voie unique sont envisagées aux trois extrémités de la ligne A qui conduiraient la ligne jusqu'aux centre-bourgs de Plouzané (à l'ouest), Gouesnou (au nord) et Guipavas (à l'est),.

## Autour du tramway

### Démarche artistique

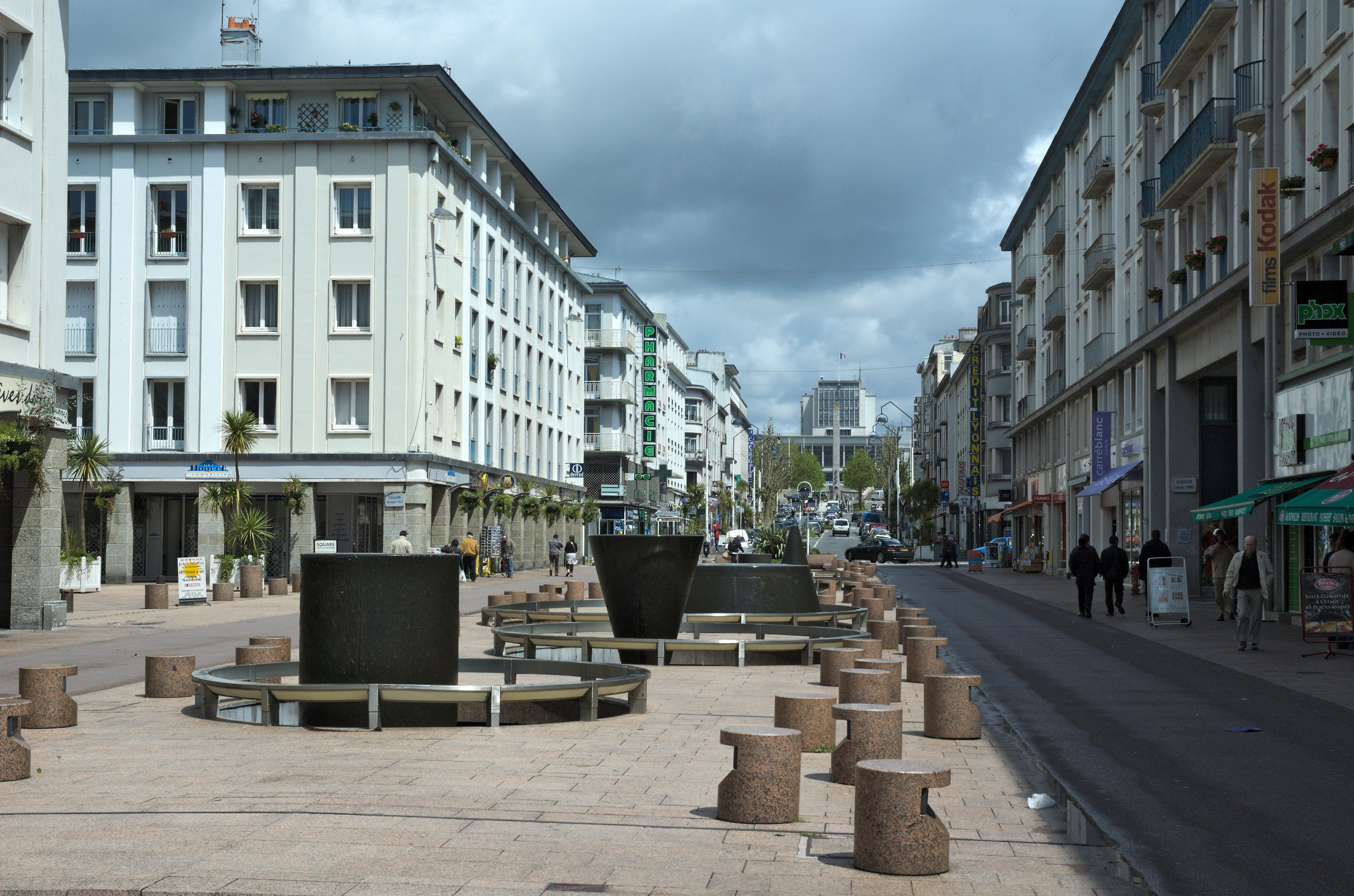
« Les Lacs » de Marta Pan avant ...

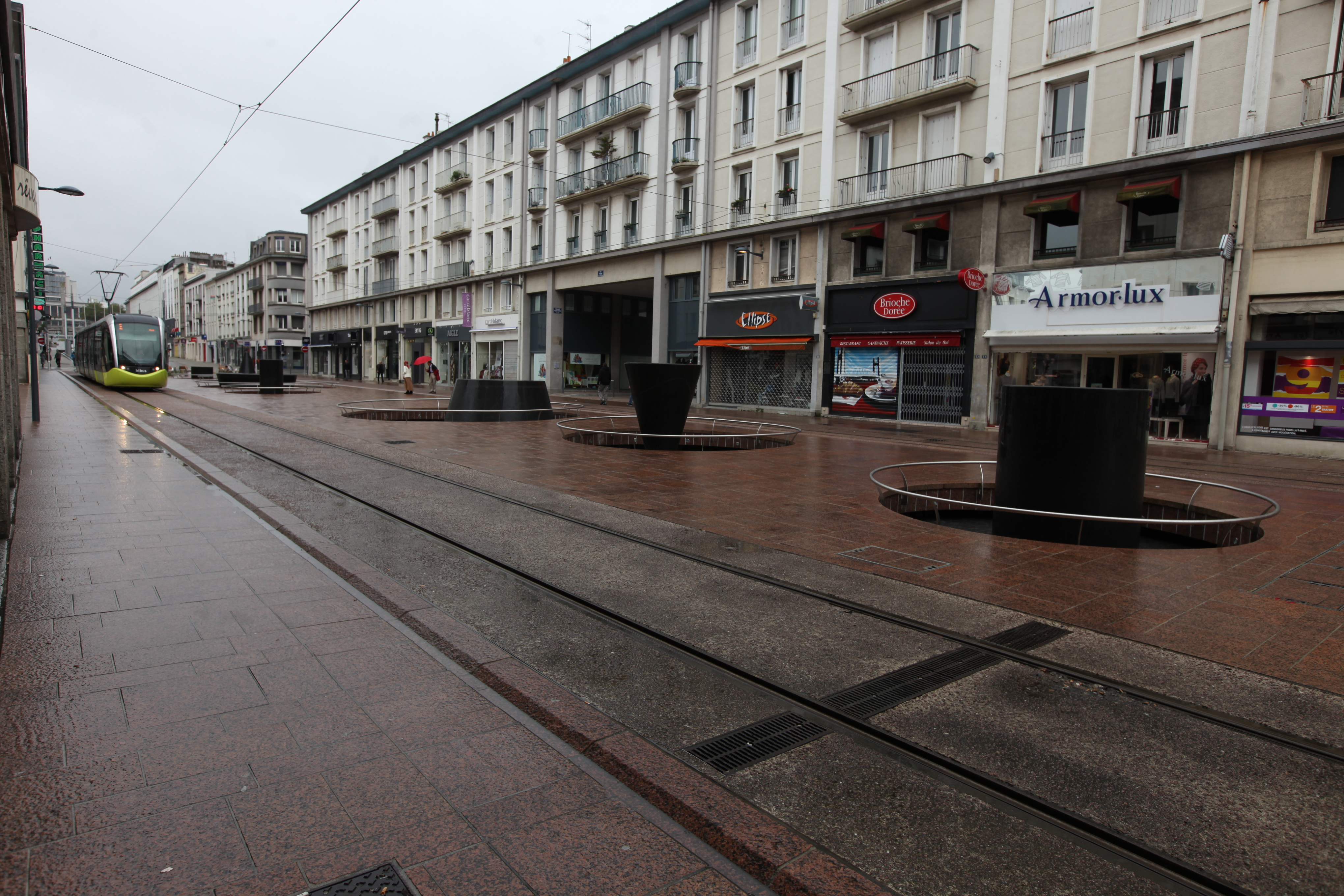
... et après les travaux

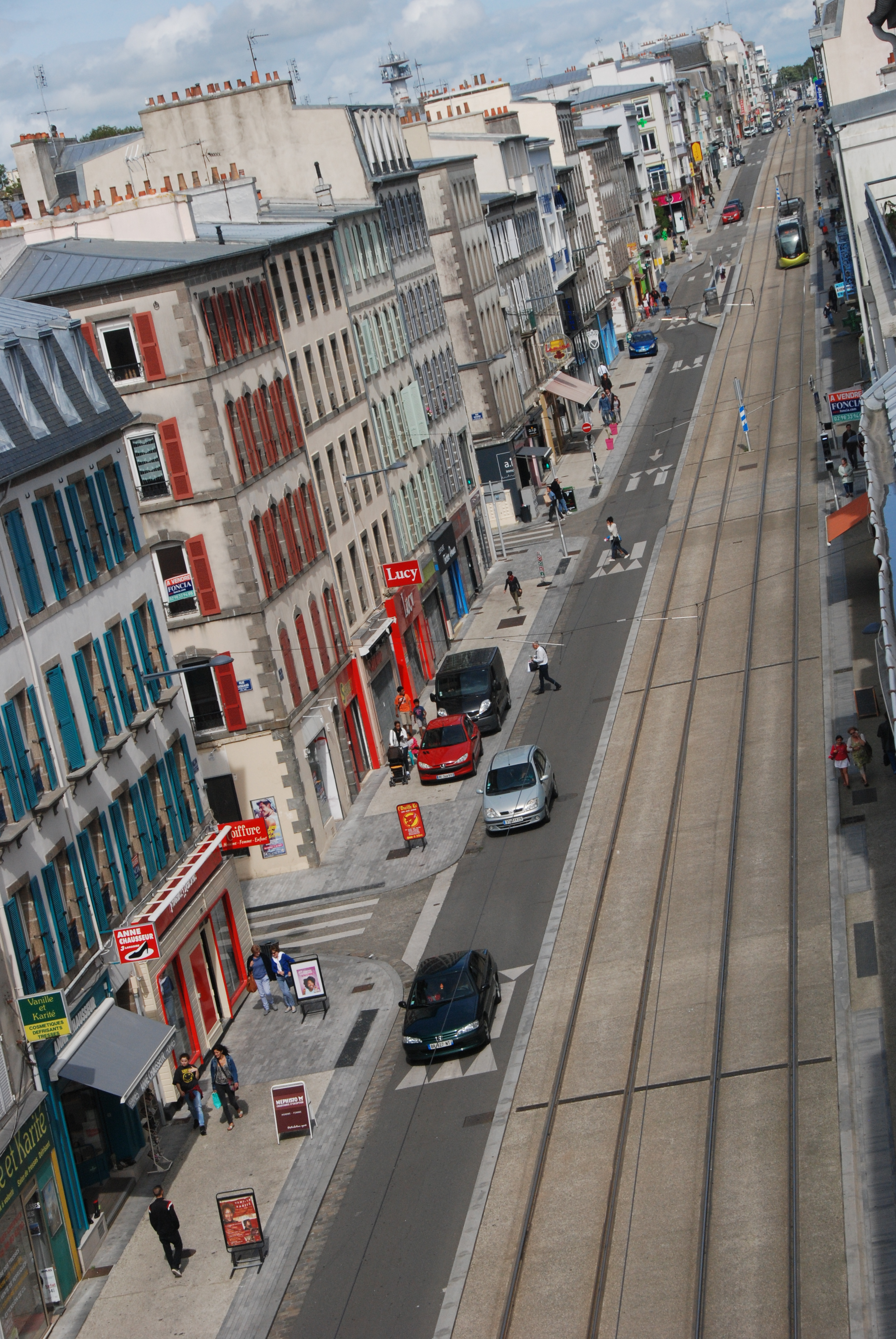
La rue Jean-Jaurès métamorphosée par le tramway.

Le 29 juin 2009, Brest métropole décide d'allouer un budget d'un million d'euros pour la réalisation d’œuvres d'art le long de la ligne A, tout en tenant compte des trois installations déjà existantes,,.
Les sept œuvres réalisées dans le cadre de la construction du tramway sont :
- « Les Tickets collection » de Mrzyk & Moriceau, il s'agit de tickets occasionnels décorés de dessins et de la seule œuvre non-fixe ;
- « L'Arbre empathique » de Enric Ruiz Geli, à la station Château ;
- « Les Jetées » de Didier Faustino, à la station Strasbourg ;
- « Signes de vie » de Olivia Rosenthal et Philippe Bretelle, entre les stations Europe et Pontanézen ;
- « Le Générateur de Recouvrance » de Pierre di Sciullo, entre les stations Recouvrance et Les Capucins ;
- « Les Cylindres vibrants » de Hughes Germain, à la station Dupuy de Lôme ;
- « Data Horizon » de Sylvie Ungauer, à la station Porte de Plouzané. Cette œuvre numérique ne fonctionne plus en 2017.

Ces œuvres s'ajoutent aux trois installations préexistantes :
- « Les lacs » de Marta Pan, à la station Siam ;
- « Recouvrance » de Marcel Van Thienen à la station Fort Montbarey (anciennement situé en bas de la rue de La Porte en sortant du pont de Recouvrance).
- « Arbre à palabres et pavois » de Bénédicte Klène à la station Europe.

L'œuvre « Les Jetées » a été désignée par les auditeurs de RMC comme étant le bâtiment public le plus moche de France en 2016 dans le cadre du championnat du bâtiment public le plus moche de France lancé par l'animateur Éric Brunet. Il annonce alors vouloir délocaliser son émission Carrément Brunet à Brest pour l'occasion et provoque une polémique car, après avoir annoncé qu'il annulait son déplacement dans la cité du Ponant pour cause de perturbations à l'aéroport d'Orly, l'aéroport annonce sur les réseaux sociaux qu'aucune perturbation n'était en cours, laissant certaines personnes dire que l'animateur avait peur d'affronter la réaction des brestois.

### Bilan socio-économique
Tout au long du chantier et après, l'agence d'urbanisme Brest-Bretagne (ADEUPa) a effectué un suivi des évolutions socio-économiques engendrées par la ligne A tramway.
Un an après l'inauguration du tram et d'après les chiffres publiés par le délégataire de l'époque, Keolis Brest, le tramway a provoqué une hausse de 30 % de la fréquentation du réseau Bibus, le tram représentant à lui seul 44 % de la fréquentation. La ligne A dessert 27 % de la population de Brest métropole et 38 % des emplois sont situés à moins de 450 mètres du tracé.
Sur le plan économique, le bilan est plus contrasté : entre 2007 et 2015, le taux de vacance des commerces est passé de 10 à 13,5 % mais n'est pas imputable au seul tramway, l'ouverture de la zone commerciale au Froutven — que le tramway dessert — est aussi en cause mais cette tendance s'inscrit, plus particulièrement dans le centre-ville, dans une tendance visible dans la plupart du pays. L'ADEUPa note que le long du tramway, qui dessert la plupart des espaces commerciaux de la ville, l'activité commerciale s'est principalement développée en périphérie tandis qu'elle a diminué dans les quartiers centraux. Le tramway a changé certaines habitudes de consommation, en particulier à cause des travaux qui ont rendu l'accès aux magasins difficiles, mais qui ont persisté par la suite combiné à une baisse du pouvoir d'achat. Ce phénomène est notable rue Jean-Jaurès, devenue piétonne, où seul le commerce de proximité résiste. La zone de Kergaradec, en périphérie, a aussi souffert en particulier à cause de l'absence d'indemnisation des commerçants de la zone, la commission d'indemnisation jugeant que les travaux n'impactent pas l'accès aux établissements. Dans le quartier de Recouvrance certains commerces ont fermé en prévision des travaux.
Du point de vue du désenclavement des quartiers, le bilan est contrasté : si le tram a ouvert le quartier de Pontanézen réhabilité sur la ville, via la rue Cézanne complètement restructurée et la démolition d'anciens immeubles remplacés par d'autres plus petits,,, le tram contourne Saint-Pierre-Quilbignon par le nord et où aucun plan de redynamisation n'est prévu, aggravé par le fait que la Brest Arena, équipement sportif et culturel majeur, est situé le long du tram. D'autres quartiers comme Quéliverzan ont profité du tram pour être rénovés.